# فلوئور
فلوئور یک عنصر شیمیایی است؛ نماد شیمیایی آن F و عدد اتمی آن ۹ می‌باشد. این عنصر سبک‌ترین هالوژن است و در شرایط استاندارد دما و فشار به صورت گازی زرد کم‌رنگ و مولکول دواتمی وجود دارد. فلوئور بسیار واکنش‌پذیری است و با تمامی عناصر دیگر جدول تناوبی واکنش می‌دهد، به جز گاز نجیبهای سبک. این عنصر به شدت سمیت دارد.
در میان عناصر، فلوئور در فراوانی عنصرهای شیمیایی رتبه بالایی دارد. فلوریت، منبع اصلی معدنی فلوئور که نام این عنصر از آن گرفته شده است، اولین بار در سال ۱۵۲۹ توصیف شد. این ماده به فلزات کانسنگ افزوده می‌شد تا نقطه ذوب آن‌ها برای گدازگری پایین بیاید، و واژه لاتین fluo که به معنی 'جریان داشتن' است، نام این ماده معدنی را به آن داده است. فلوئور به عنوان یک عنصر در سال ۱۸۱۰ پیشنهاد شد، اما جدا کردن آن از ترکیباتش دشوار و خطرناک بود، به طوری که چندین آزمایشگر اولیه در این راه جان خود را از دست دادند یا آسیب دیدند. تنها در سال ۱۸۸۶ بود که شیمیدان فرانسوی آنری مواسان با استفاده از برق‌کافت در دمای پایین، فلوئور عنصر را جدا کرد، فرآیندی که هنوز برای تولید صنعتی آن استفاده می‌شود. تولید صنعتی گاز فلوئور برای غنی‌سازی اورانیوم، بزرگ‌ترین کاربرد آن، در حین پروژه منهتن در جنگ جهانی دوم آغاز شد.
به دلیل هزینه‌های بالای تصفیه فلوئور خالص، بیشتر کاربردهای تجاری از ترکیبات فلوئور استفاده می‌کنند، به طوری که حدود نیمی از فلوریت استخراج‌شده در فولادسازی مصرف می‌شود. بقیه فلوریت به هیدروژن فلوئورید تبدیل می‌شود و در مسیر تولید انواع فلوریدهای آلی یا کریولیت که در فرایند هال–هرولت نقش کلیدی ایفا می‌کند، استفاده می‌شود. پیوند کربن–فلوئور معمولاً بسیار پایدار است. ترکیبات ارگانوفلوئور به‌طور گسترده‌ای به عنوان مبردها، عایق‌های الکتریکی و پلی تترافلوئورواتیلن (تفلون) استفاده می‌شوند. داروهایی مانند آتورواستاتین و فلوکستین حاوی پیوندهای C−F هستند. فلورید ناشی از نمک‌های فلوئوراید حل‌شده باعث جلوگیری از پوسیدگی دندان‌ها می‌شود و در خمیردندان و افزودن فلوراید به آب آشامیدنی کاربرد دارد. فروش جهانی صنایع فلوئوروشیمی به بیش از دلار آمریکا ۱۵ میلیارد دلار در سال می‌رسد.
گازهای فلوئوروکربن عموماً گاز گلخانه‌ای هستند و پتانسیل گرمایش جهانی آن‌ها ۱۰۰ تا ۲۳٬۵۰۰ برابر بیشتر از کربن دی‌اکسید است، و هگزا فلوراید گوگرد بالاترین پتانسیل گرمایش جهانی را در میان تمام مواد شناخته‌شده دارد. شیمی آلی فلوئور معمولاً در محیط زیست پایدار می‌ماند به دلیل قدرت پیوند کربن–فلور. فلوئور هیچ نقشی متابولیک در پستانداران ندارد؛ چند گیاه و اسفنج دریایی مواد سمی ارگانوفلوئور (اغلب مونوفلورواستات‌ها) سنتز می‌کنند که به جلوگیری از شکار شدن کمک می‌کند.

## ویژگی‌ها

### آرایش الکترونی
اتم‌های فلوئور نه الکترون دارند، یک الکترون کمتر از نئون، و آرایش الکترونی آن 1s22s22p5 است: دو الکترون در یک پوسته داخلی پر شده و هفت الکترون در پوسته خارجی که یک الکترون دیگر برای پر شدن نیاز دارد. الکترون‌های خارجی در اثر پوششی الکترون هسته بی‌تاثیر هستند و بار مؤثر هسته آن‌ها ۹ − ۲ = ۷ است؛ این موضوع بر ویژگی‌های فیزیکی اتم تأثیر می‌گذارد.
انرژی یونش فلوئور سومین انرژی یونش بالاترین میان تمام عناصر است، که پس از هلیوم و نئون قرار دارد، که این امر حذف الکترون‌ها از اتم‌های فلوئور خنثی را پیچیده می‌کند. همچنین فلوئور الکترون‌خواهی بالایی دارد که فقط از کلر کمتر است، و تمایل دارد که یک الکترون جذب کند تا به ایزوالکترونیسیتی با گاز نجیب نئون برسد؛ همچنین بالاترین الکترونگاتیوی را در میان تمامی عناصر واکنش‌پذیر دارد. اتم‌های فلوئور دارای شعاع کووالانسی کوچکی در حدود ۶۰ پیکومتر هستند که مشابه شعاع‌های اتم‌های همسایه آن در عنصر دوره ۲، اکسیژن و نئون می‌باشد.

### واکنش‌پذیری

مولکول فلوئور سه‌بعدی

انرژی پیوند دی‌فلوئور بسیار پایین‌تر از انرژی پیوند Cl
2 یا Br
2 است و مشابه پیوند پراکسید که به راحتی شکسته می‌شود؛ این ویژگی، همراه با الکترون‌خواهی بالا، واکنش‌پذیری آسان فلوئور و پیوندهای قوی آن با اتم‌های غیر فلوئور را توضیح می‌دهد. از سوی دیگر، پیوندها با دیگر اتم‌ها بسیار قوی هستند به دلیل الکترون‌خواهی بالای فلوئور. مواد غیر واکنش‌پذیری مانند پوشش‌دهی با پودر، قطعات شیشه‌ای و پنبه نسوز سریعاً با گاز فلوئور سرد واکنش می‌دهند؛ چوب و آب در زیر جت فلوئور به‌طور خودبخود مشتعل می‌شوند.
واکنش‌های فلوئور عنصری با فلزات نیاز به شرایط مختلف دارند. فلزهای قلیایی باعث انفجار می‌شوند و فلزهای قلیایی خاکی فعالیت شدیدی در مقیاس بزرگ دارند؛ برای جلوگیری از غیرفعال‌سازی ناشی از تشکیل لایه‌های فلوراید فلز، بیشتر فلزات دیگر مانند آلومینیوم و آهن باید به صورت پودری باشند، و فلزات نجیب به گاز فلوئور خالص در دمای ۳۰۰–۴۵۰ درجه سلسیوس (۵۷۲–۸۴۲ درجه فارنهایت) نیاز دارند. برخی از غیرفلزات جامد (گوگرد، فسفر) در فلوئور مایع به شدت واکنش نشان می‌دهند. هیدروژن سولفید و گوگرد دی‌اکسید به راحتی با فلوئور ترکیب می‌شوند که در مورد دوم گاهی این ترکیب به صورت انفجاری است؛ سولفوریک اسید فعالیت کمتری نشان می‌دهد و نیاز به دماهای بالا دارد.
هیدروژن، مانند برخی از فلزات قلیایی، به‌طور انفجاری با فلوئور واکنش می‌دهد. کربن، به صورت کربن سیاه، در دمای اتاق واکنش نشان می‌دهد و تترافلورومتان تولید می‌کند. گرافیت در دمای بالای ۴۰۰ درجه سلسیوس (۷۵۲ درجه فارنهایت) با فلوئور ترکیب می‌شود و ترکیب غیراستوکیومتری کربن مونوفلوراید تولید می‌کند؛ دماهای بالاتر باعث تولید فلوئوروکربنهای گازی می‌شوند که گاهی با انفجار همراه هستند. دی‌اکسید کربن و منوکسید کربن در دمای اتاق یا کمی بالاتر واکنش نشان می‌دهند، در حالی که پارافین و دیگر مواد شیمیایی آلی واکنش‌های شدیدی تولید می‌کنند: حتی هالوآلکانهای کاملاً جایگزین‌شده مانند کربن تتراکلرید، که معمولاً غیرقابل اشتعال هستند، ممکن است منفجر شوند. اگرچه نیتروژن تری‌فلورید پایدار است، نیتروژن برای واکنش با فلوئور نیاز به تخلیه الکتریکی در دماهای بالا دارد، به دلیل پیوند سه‌گانه بسیار قوی در نیتروژن عنصری؛ آمونیاک ممکن است به‌طور انفجاری واکنش دهد. اکسیژن با فلوئور تحت شرایط محیطی ترکیب نمی‌شود، اما می‌توان آن را با استفاده از تخلیه الکتریکی در دماها و فشارهای پایین واکنش داد؛ محصولات تمایل دارند با گرم شدن به عناصر تشکیل‌دهنده خود تجزیه شوند. هالوژن‌های سنگین‌تر به راحتی با فلوئور واکنش نشان می‌دهند، همان‌طور که گاز نجیب رادون نیز واکنش می‌دهد؛
از دیگر گازهای نجیب، تنها زنون و کریپتون واکنش نشان می‌دهند و تنها تحت شرایط خاص. آرگون با گاز فلوئور واکنش نمی‌دهد؛ با این حال، ترکیبی با فلوئور به نام آرگون فلوروهیدرید تشکیل می‌دهد.

### فازها
در دمای اتاق، فلوئور به صورت گازی از مولکول‌های مولکول دواتمی است که در حالت خالص زرد رنگ است (گاهی توصیف به رنگ زرد-سبز می‌شود). این گاز بوی تند و گزنده‌ای مشابه هالوژن‌ها دارد که در ۲۰ بخش در یکای سنجش قابل شناسایی است. فلوئور در دمای −۱۸۸ درجه سلسیوس (−۳۰۶٫۴ درجه فارنهایت) به مایع زرد روشن تبدیل می‌شود، دمای انتقال مشابه با اکسیژن و نیتروژن.
فلوئور دو فاز جامد دارد: α-فلوئور و β-فلوئور. دومی در دمای −۲۲۰ درجه سلسیوس (−۳۶۴٫۰ درجه فارنهایت) بلورین می‌شود و شفاف و نرم است، با همان ساختار بلوری نامنظم دستگاه بلوری مکعبی همانند اکسیژن جامد که تازه بلور شده است، برخلاف سیستم‌های دستگاه بلوری راست‌لوزی سایر هالوژن‌های جامد. سرمای بیشتر به −۲۲۸ درجه سلسیوس (−۳۷۸٫۴ درجه فارنهایت) باعث گذار فاز به α-فلوئور کدر و سخت می‌شود که دارای ساختار دستگاه بلوری تک‌شیب با لایه‌های فشرده و زاویه‌دار مولکول‌ها است. انتقال از β- به α-فلوئور بیشتر فرایند گرمازا است تا میعان فلوئور، و ممکن است به صورت خشونت‌آمیز رخ دهد.

### ایزوتوپ‌ها
فقط یک ایزوتوپ از فلوئور به‌طور طبیعی به فراوانی در دسترس است، ایزوتوپ پایدار 19
F. این ایزوتوپ نسبت نسبت مغناطیسی بالایی دارد و حساسیت استثنائی به میدان‌های مغناطیسی دارد؛ چون این ایزوتوپ عنصر تک‌ایزوتوپ است، در تصویربرداری پرتو مغناطیسی مورد استفاده قرار می‌گیرد. هجده ایزوتوپ پرتوزا با عدد جرمی‌های ۱۳–۳۱ ساخته شده‌اند، که در میان آن‌ها فلوئور-۱۸ پایدارترین است که نیمه‌عمر آن ۱۰۹٫۷۳۴ دقیقه است.الگو:NUBASE2020 18
F یک ایزوتوپ طبیعی پرتوزای ناچیز است که از پراکنده‌سازی پرتو کیهانی آرگون جو و همچنین از واکنش پروتون‌ها با اکسیژن طبیعی تولید می‌شود: 18O + p → 18F + n. سایر ایزوتوپ‌های رادیوایزوتوپ نیمه‌عمرهایی کمتر از ۷۰ ثانیه دارند؛ بیشتر آن‌ها در کمتر از نیم ثانیه تجزیه می‌شوند. ایزوتوپ‌های 17
F و 18
F به‌وسیله نشر پوزیترون و گیراندازی الکترون تجزیه می‌شوند، ایزوتوپ‌های سبک‌تر از نشر پروتون تجزیه می‌شوند، و آن‌هایی که سنگین‌تر از 19
F هستند، به وسیله واپاشی بتا (سنگین‌ترین آن‌ها با نشر نوترون تأخیری) تجزیه می‌شوند. دو ایزومر هسته‌ای از فلوئور شناخته شده‌اند، 18m
F که نیمه‌عمر آن ۱۶2(7) نانوثانیه است و 26m
F که نیمه‌عمر آن ۲.2(1) میلی‌ثانیه است.

## پیدایش فلوئور

### فضا
| عدد اتمی | عنصر   | مقدار نسبی | - | ۶  | کربن | ۴٬۸۰۰ | - | ۷  | نیتروژن | ۱٬۵۰۰ | - | ۸  | اکسیژن | ۸٬۸۰۰ |
| ۹        | فلوئور | ۱          | - | ۱۰ | نئون | ۱٬۴۰۰ | - | ۱۱ | سدیم    | ۲۴    | - | ۱۲ | منیزیم | ۴۳۰   |

فلوئور به عنوان یکی از عناصر سبک، فراوانی آن در فضا حدود ۴۰۰ بخش در میلیارد (ppb) است و در میان عناصر در فضا در رده بیست و چهارم قرار دارد. این مقدار بسیار کم است و سایر عناصر مانند کربن تا منیزیم بیست برابر یا بیشتر از آن رایج‌ترند. دلیل این امر آن است که فرآیندهای هسته‌زایی ستاره‌ای فلوئور را نادیده می‌گیرند و هر اتم فلوئور ایجاد شده در برخورد با هیدروژن یا هلیوم می‌تواند به اکسیژن یا نئون تبدیل شود.
برای وجود فلوئور، سه توضیح مختلف مطرح شده است:
- در هنگام انفجار ابرنواختر نوع دو، بمباران اتم‌های نئون توسط نوترینوها ممکن است آنها را به فلوئور تبدیل کند؛
- باد خورشیدی ستارگان ولف–رایه ممکن است فلوئور را از اتم‌های هیدروژن یا هلیوم به بیرون پرتاب کند؛
- فلوئور ممکن است از طریق جریان‌های همرفتی که در ستارگان شاخه مجانبی غول‌ستاره ناشی از همجوشی ایجاد می‌شود، منتشر گردد.

### زمین
فلوئور سیزدهمین عنصر فراوان در پوسته زمین است و میزان آن ۶۰۰ تا ۷۰۰ قسمت در میلیون (ppm) است. با وجود اینکه تصور می‌شود فلوئور به‌صورت طبیعی وجود ندارد، مشخص شده که فلوئور در ترکیب آنتوزونیت، که نوعی از فلوریت است، به‌عنوان درون‌افت در طبیعت یافت می‌شود. بیشتر فلوئور به‌صورت مواد معدنی حاوی فلورید وجود دارد. فلوریت، فلوآرپاتیت و کریولیت از جمله مهم‌ترین مواد معدنی صنعتی حاوی فلوئور هستند. فلوریت (CaF₂)، که به‌عنوان فلورسپار شناخته می‌شود، به‌وفور در سراسر جهان یافت می‌شود و منبع اصلی فلوراید و در نتیجه فلوئور است. چین و مکزیک از بزرگ‌ترین تأمین‌کنندگان آن هستند. فلوآرپاتیت (Ca₅(PO₄)₃F)، که بیشتر فلوراید جهان را در خود دارد، منبع غیرمستقیم فلوئور به‌عنوان محصول فرعی تولید کود است. کریولیت (Na₃AlF₆)، که در تولید آلومینیوم به‌کار می‌رود، غنی‌ترین ماده معدنی از فلوئور است. منابع طبیعی اقتصادی این ماده به پایان رسیده و اکنون بیشتر آن به‌صورت مصنوعی تولید می‌شود.

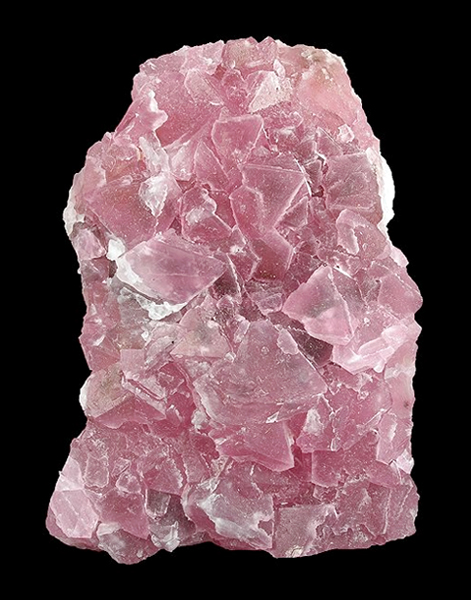
فلوریت: تودهٔ گلوبولار صورتی با برش‌های بلوری
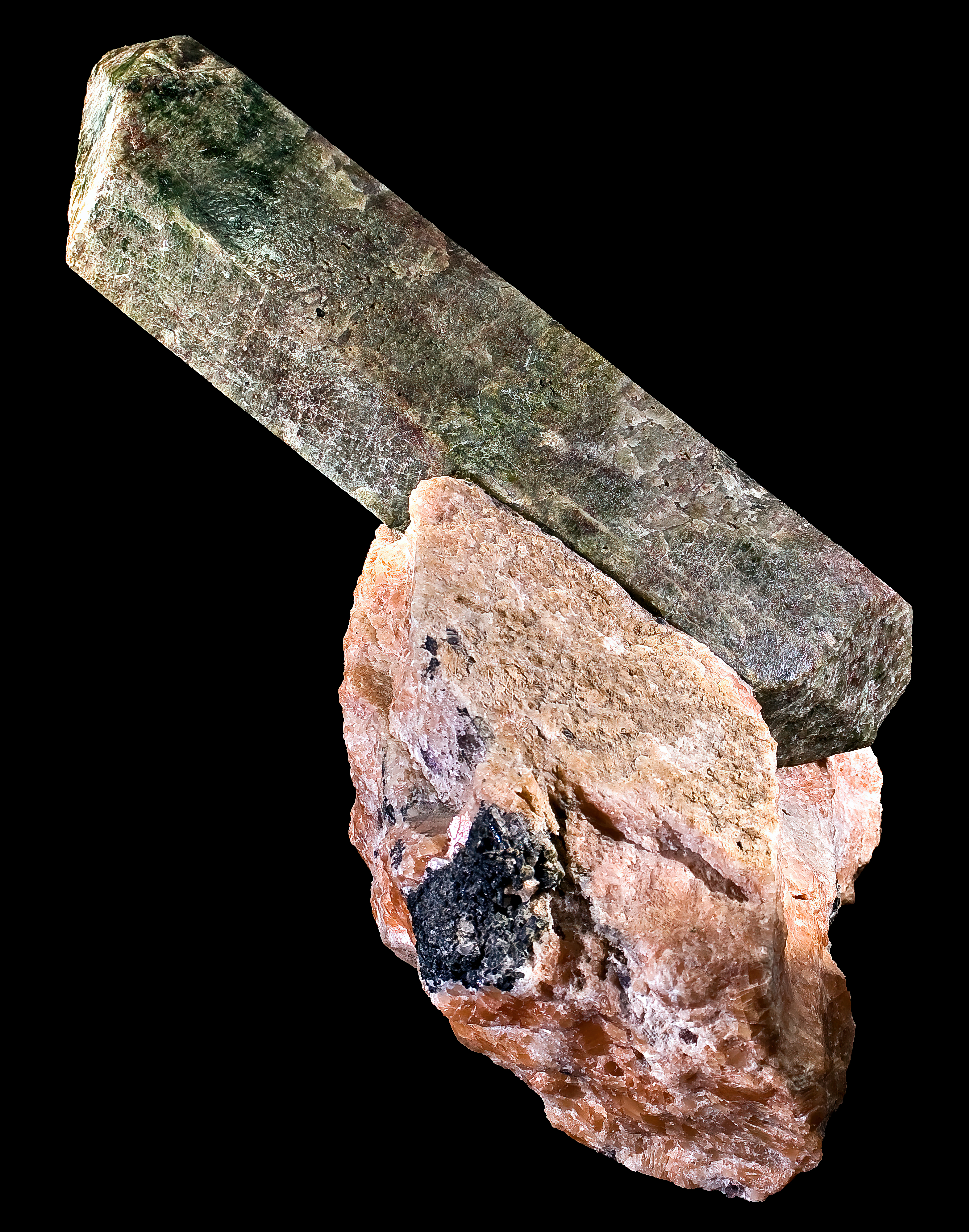
فلوراپاتیت: کریستال دراز و منشوری، مات، در زاویه‌ای از خمیره سنگی تجمعی بیرون زده است
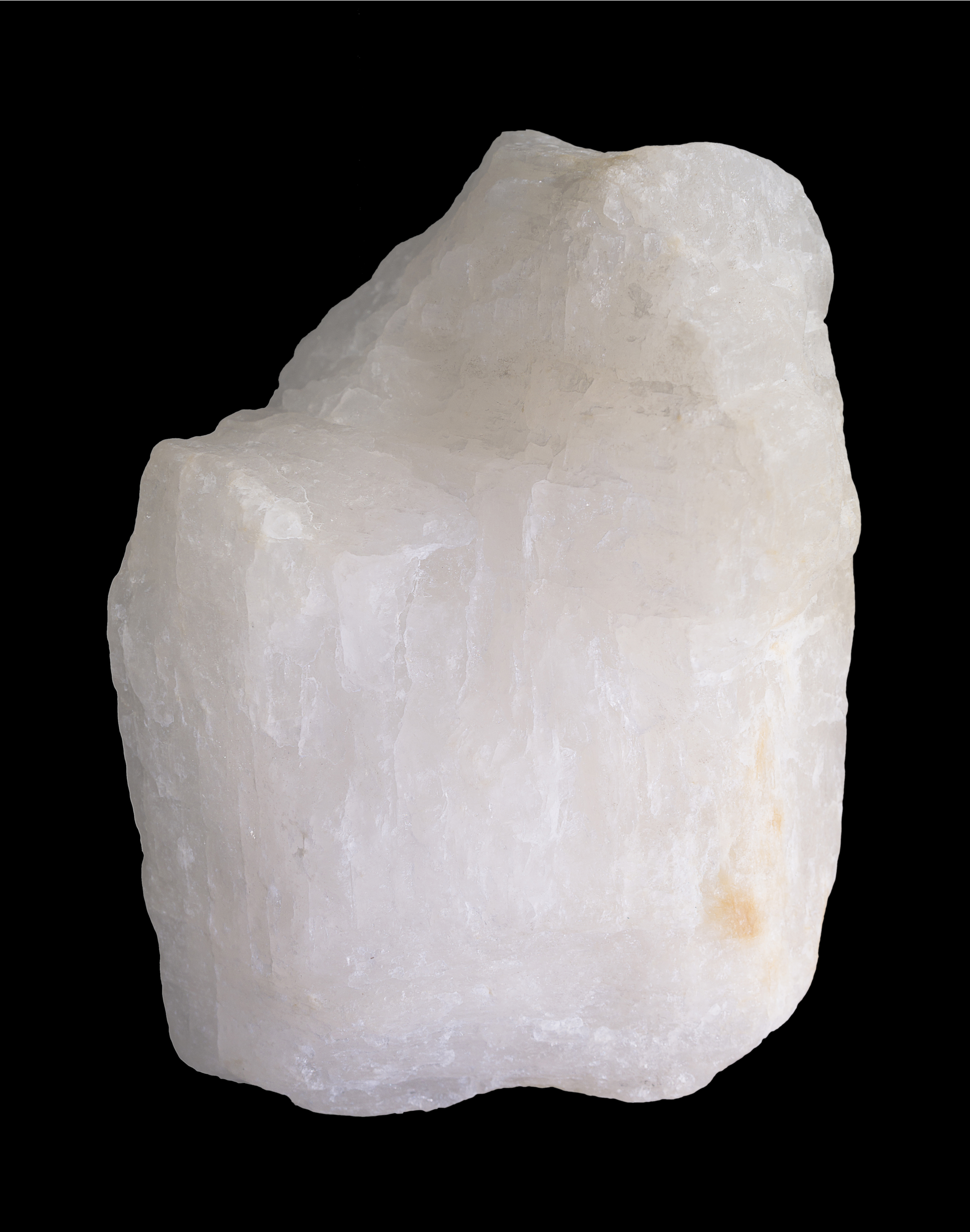
کریولیت: شکل موازی‌الاضلاع با مولکول‌های دواتمی که در دو لایه مرتب شده‌اند

معدن‌های دیگر مانند توپاز فلوئور دارند. فلوئوریدها، برخلاف دیگر هالیدها، حل‌شدنی نیستند و در آب‌های نمکی به غلظت‌های تجاری مطلوبی نمی‌رسند. مقادیر جزئی از ارگانوفلوئورین‌ها با منشأ نامشخص در فوران‌های آتشفشانی و چشمه‌های آبگرم شناسایی شده‌اند. وجود فلوئور گازی در کریستال‌ها، که از بوی آنتوزونیت خرد شده پیشنهاد شده است، مورد بحث است؛ یک مطالعه در سال ۲۰۱۲ گزارش داد که 0.04% F
2 به وزن در آنتوزونیت وجود دارد که این ادخالها را به تابش حاصل از مقادیر جزئی اورانیوم نسبت داده است.

## تاریخ

### کشف‌های اولیه

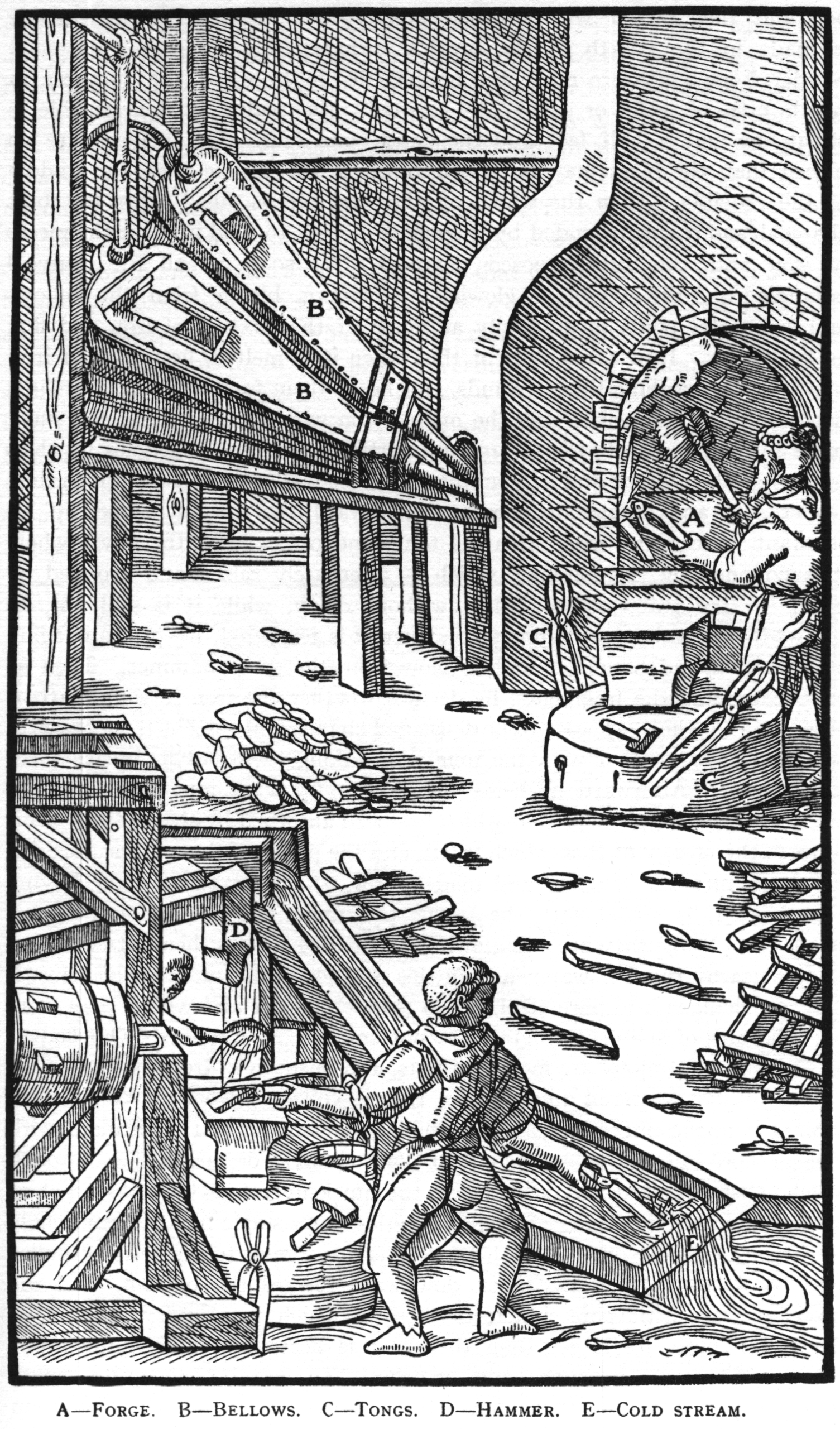
تصویر ساخت فولاد از De re metallica

در سال ۱۵۲۹، گئورگیوس اگریکولا فلوئوریت را به عنوان یک افزودنی برای کاهش نقطه ذوب فلزات در هنگام گدازگری توصیف کرد. او واژه لاتین fluorēs (فلوئور، جریان) را برای سنگ‌های فلوئوریت نوشت. این نام بعدها به fluorspar (که هنوز هم به‌طور رایج استفاده می‌شود) و سپس fluorite تبدیل شد. ترکیب فلوئوریت بعدها به کلسیم فلوئورید تعیین شد.
هیدروفلوئوریک اسید از سال ۱۷۲۰ به بعد در حکاکی شیشه استفاده می‌شد. آندرئاس زیگیسموند مارگراف اولین‌بار آن را در سال ۱۷۶۴ زمانی که فلوئوریت را با اسید سولفوریک گرم کرد، شناسایی کرد و محلول حاصل، ظرف شیشه‌ای خود را خورد کرد. شیمیدان سوئدی کارل ویلهلم شیله این آزمایش را در سال ۱۷۷۱ تکرار کرد و محصول اسیدی را fluss-spats-syran (اسید فلوئوریت) نامید. در سال ۱۸۱۰، فیزیکدان فرانسوی آندره-ماری آمپر پیشنهاد داد که هیدروژن و عنصری مشابه به کلر، اسید هیدروفلوئوریک را تشکیل می‌دهند. او همچنین در نامه‌ای به همفری دیوی در تاریخ ۲۶ اوت ۱۸۱۲ پیشنهاد داد که این ماده ناشناخته می‌تواند فلوئور نامیده شود، از اسید فلوئور و پسوند -ine از دیگر هالوژن‌ها. این واژه، که اغلب با تغییرات مختلف استفاده می‌شود، در بیشتر زبان‌های اروپایی به کار می‌رود؛ با این حال، یونانی، روسی و برخی زبان‌های دیگر، پیروی از پیشنهاد بعدی آمپر، از نام ftor یا مشتقات آن استفاده می‌کنند، که از یونانی φθόριος (phthorios, ویرانگر) گرفته شده است. نام لاتین جدید fluorum علامت فعلی عنصر F را به آن داد؛ در مقالات اولیه از Fl استفاده می‌شد.

### ایزوله‌سازی

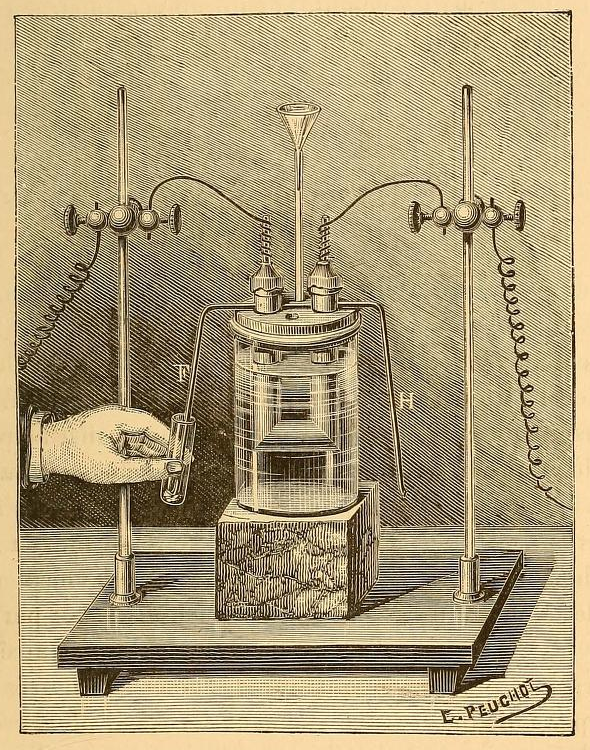
تصویر دستگاه موآسان در سال ۱۸۸۷

مطالعات اولیه دربارهٔ فلوئور آن‌قدر خطرناک بود که چندین آزمایشگر قرن نوزدهم به دلیل حوادث مرتبط با اسید هیدروفلوئوریک به عنوان «شهیدان فلوئور» شناخته شدند.
ایزوله‌سازی فلوئور خالص با مشکلاتی مانند خورندگی شدید خود فلوئور و هیدروژن فلورید و همچنین کمبود الکترولیت مناسب مواجه بود. ادموند فرمی فرضیه‌ای مطرح کرد مبنی بر اینکه برق‌کافت هیدروژن فلورید خالص برای تولید فلوئور ممکن است و روشی برای تولید نمونه‌های آنهیدروز از پتاسیم بی‌فلوئورید اسیدی‌شده طراحی کرد؛ اما به جای آن کشف کرد که هیدروژن فلورید خشک عایق الکتریکی است. دانشجوی سابق فرمی، آنری موآسان با پشتکار به کار خود ادامه داد و پس از آزمایش‌های متعدد، متوجه شد که مخلوطی از پتاسیم بی‌فلوئورید و هیدروژن فلورید خشک به‌عنوان هادی عمل می‌کند و این امر امکان الکترولیز را فراهم می‌آورد. برای جلوگیری از خوردگی سریع پلاتین در پیل برق‌شیمیاییهای خود، واکنش را در دماهای بسیار پایین در یک حمام ویژه خنک کرد و سلول‌هایی از مخلوط مقاوم‌تر پلاتین و ایریدیم ساخت و از درپوش‌های فلوریت استفاده کرد.
در سال ۱۸۸۶، پس از ۷۴ سال تلاش توسط بسیاری از شیمیدان‌ها، موآسان فلوئور خالص را ایزوله کرد.
در سال ۱۹۰۶، دو ماه پیش از مرگش، موآسان جایزه نوبل شیمی را دریافت کرد، با ذکر این تقدیر:
«به پاس خدمات بزرگ او در تحقیق و جداسازی عنصر فلوئور… جهان به مهارت آزمایشگاهی بی‌نظیر شما در مطالعه این وحش میان عناصر ارادت دارد.»

### کاربردهای بعدی

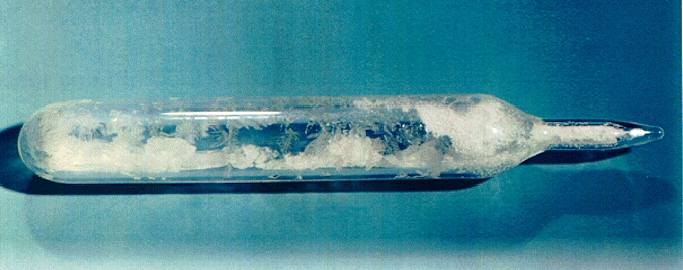
آمپول حاوی هگزافلوراید اورانیوم

دپارتمان فریجیدیر شرکت جنرال موتورز (GM) در اواخر دهه ۱۹۲۰ آزمایش‌هایی روی مبردهای کلروفلوئوروکربنی انجام داد و پلی تترافلوئورواتیلن در سال ۱۹۳۰ به عنوان یک سرمایه‌گذاری مشترک بین GM و دوپون شکل گرفت، با هدف بازاریابی Freon-12 (CCl
2F
2) به عنوان یکی از این مبردها. این ماده جایگزین ترکیبات سمی‌تر قبلی شد، تقاضا برای یخچال‌های آشپزخانه را افزایش داد و سودآور شد؛ تا سال ۱۹۴۹ دوپون شرکت کینتیک را خرید و چندین ترکیب دیگر Freon را به بازار عرضه کرد.
پلی تترافلوئورواتیلن (تفلون) به‌طور تصادفی در سال ۱۹۳۸ توسط روی جی. پلونکت هنگام کار روی مبردها در شرکت کینتیک کشف شد و مقاومت شیمیایی و حرارتی فوق‌العاده آن باعث تسریع در تجاری‌سازی و تولید انبوه آن تا سال ۱۹۴۱ شد.
تولید انبوه فلوئور خالص در دوران جنگ جهانی دوم آغاز شد. آلمان از الکترولیز دمای بالا برای تولید تن‌ها تری‌فلورید کلر به‌عنوان ماده منفجره برنامه‌ریزی‌شده استفاده کرد و پروژه منهتن مقادیر زیادی از آن را برای تولید هگزافلوراید اورانیوم جهت غنی‌سازی اورانیوم استفاده کرد. از آنجا که UF
6 به اندازه فلوئور خورنده است، کارخانه‌های انتشار گازی به مواد ویژه‌ای نیاز داشتند: نیکل برای غشاها، فلوئورپلیمرها برای درزگیرها و فلوئورکربن‌های مایع به‌عنوان سردکننده و روان‌کننده. این صنعت هسته‌ای در حال رشد بعدها باعث توسعه فلوئوکیمیکال‌ها پس از جنگ شد.

## ترکیب‌ها
فلوئور شیمی غنی‌ای دارد که شامل حوزه‌های آلی و غیرآلی می‌شود. این عنصر با فلزات، نافلزات، شبه‌فلزها و بیشتر گازهای نجیب ترکیب می‌شود. میل الکترونی بالای فلوئور باعث تمایل آن به پیوند یونی می‌شود؛ زمانی که فلوئور پیوند کووالانسی می‌سازد، این پیوندها قطبی هستند و تقریباً همیشه پیوند یگانه هستند.

### حالات اکسایش
در ترکیب‌ها، فلوئور تقریباً همیشه دارای عدد اکسایش −۱ است. فلوئور در F
2 به عنوان حالت اکسایش ۰ تعریف می‌شود. گونه‌های ناپایدار F−
2 و F−
3 که در حدود ۴۰ K تجزیه می‌شوند، حالات اکسایش میان‌مرتبه‌ای دارند؛ F+
4 و برخی گونه‌های مرتبط پیش‌بینی می‌شوند که پایدار باشند.

### فلزات
فلزات قلیایی مونوفلوئورایدهای یونی و بسیار محلول تشکیل می‌دهند؛ این ترکیبات دارای دستگاه بلوری مکعبی و مشابهت‌هایی با کلریدها هستند. فلورایدهای دوبلِ فلزات قلیایی زمین پیوند یونی قوی دارند، اما در آب حل نمی‌شوند، به‌استثنای بریلیم فلوئورید که همچنین برخی ویژگی‌های کووالانسی نشان می‌دهد و ساختاری شبیه به سیلیسیم دی‌اکسید دارد. عناصر کمیاب زمینها و بسیاری از فلزات دیگر معمولاً تری‌فلورایدهای یونی تشکیل می‌دهند.
پیوند کووالانسی اولین‌بار در تترافلورایدها برجسته می‌شود: آن‌ها در زیرکونیم، هافنیم و چندین آکتینید وجود دارند که یونی با نقطه ذوب بالا هستند، در حالی که ترکیب‌های تیتانیم، وانادیم، و نیوبیم پلیمری هستند، که در دمایی بالاتر از ۳۵۰ درجه سلسیوس (۶۶۲ درجه فارنهایت) ذوب یا تجزیه می‌شوند. پنتا فلوریدها این روند را با پلیمرهای خطی و الیگومرهای پیچیده ادامه می‌دهند. سیزده فلوراید فلزی شناخته شده‌اند، که همگی هشت‌وجهی هستند و عمدتاً مواد جامد فرار هستند به جز MoF
6 و ReF
6 مایع، و WF
6 گازی. رنیوم هپتافلوئورید، تنها فلوراید هپتافلویید فلزی شناخته‌شده، یک جامد مولکولی با نقطه ذوب پایین است که هندسه مولکولی بی‌هرم پنج‌وجهی دارد. فلورایدهای فلزی با اتم‌های بیشتر فلوئور به‌ویژه واکنش‌پذیر هستند.
| پیشرفت ساختاری فلوئوریدهای فلزی                                                                                       | | |
| چیدمان شبکه‌ای شطرنجی از توپ‌های کوچک آبی و بزرگ زرد که در سه بعد قرار دارند و هر توپ شش همسایه نزدیک از نوع مخالف دارد | زنجیره مستقیم از توپ‌های متناوب بنفش و زرد که توپ‌های بنفش نیز به چهار توپ زرد دیگر به صورت عمود بر زنجیره و همدیگر متصل هستند | تصویر توپ و میله نشان‌دهنده توپ بنفش مرکزی که توپ زردی دقیقاً بالای آن و پایین آن قرار دارد و سپس یک کمربند استوایی از پنج توپ زرد اطراف آن قرار دارد |
| سدیم فلوئورید، یونی                                                                                                   | پنتافلورید بیسموت، پلیمری | رنیوم هپتافلوئورید، مولکولی |

### هیدروژن

نقاط جوش هیدروهالیدها و هالیدهای چالکوجن، که مقادیر بالای غیرمعمول برای هیدروژن فلورید و آب را نشان می‌دهد

هیدروژن و فلوئور با هم ترکیب می‌شوند تا هیدروژن فلورید را تشکیل دهند که در آن مولکول‌های مجزا با پیوند هیدروژنی خوشه‌هایی تشکیل می‌دهند که بیشتر شبیه آب است تا هیدروژن کلرید. این ترکیب در دمایی بالاتر از سایر هیدروهالیدهای سنگین جوش می‌آید و برخلاف آن‌ها با آب امتزاج‌پذیری دارد. هیدروژن فلورید به راحتی با تماس با آب هیدراته می‌شود و هیدروژن فلورید آبی، که به آن اسید فلوئورید هیدروژن گفته می‌شود، تشکیل می‌دهد. برخلاف سایر اسیدهای هیدروهالیک که قدرت اسید هستند، اسید فلوئورید هیدروژن در غلظت‌های پایین قدرت اسید است. با این حال، این اسید می‌تواند به شیشه حمله کند، چیزی که سایر اسیدها نمی‌توانند انجام دهند.

### سایر نافلزهای واکنش‌پذیر

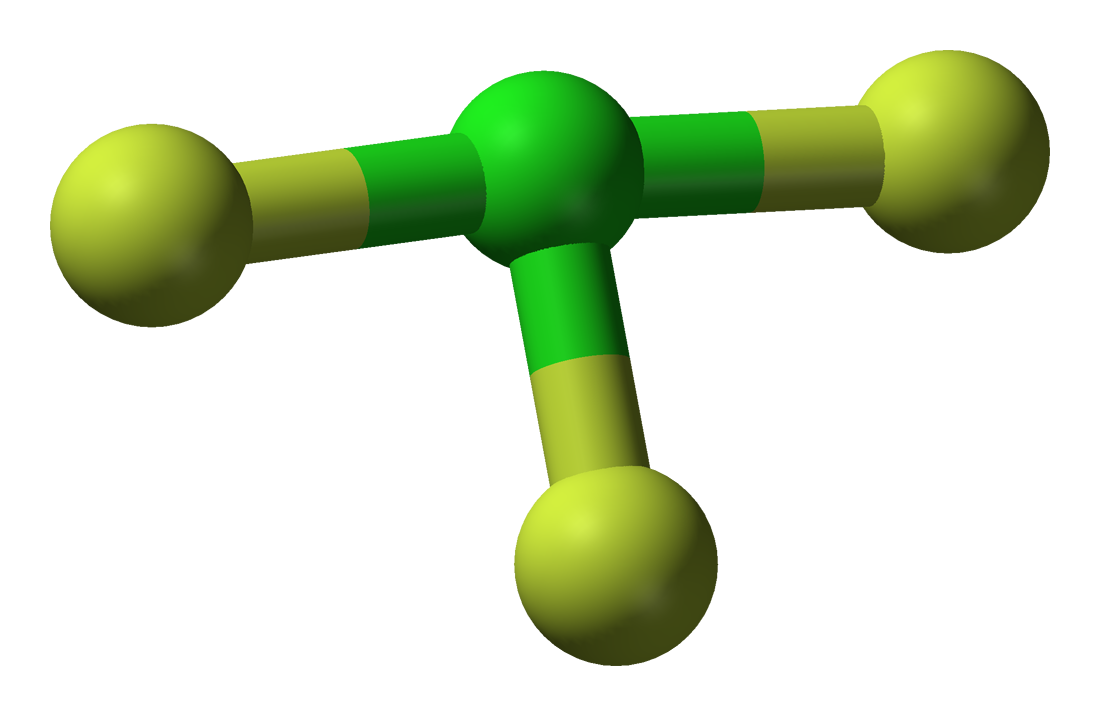
تری‌فلورید کلر، که پتانسیل خورندگی آن باعث اشتعال آزبست، بتن، شن و سایر مواد ضد حریق می‌شود

فلوریدهای دوتایی از شبه‌فلزات و نافلزهای گروه p معمولاً کووالانسی و فرار هستند و با واکنش‌های مختلفی همراه هستند. عنصر دوره ۳ و نافلزهای سنگین‌تر می‌توانند فلوریدهای هایپر والانسی تشکیل دهند.
تری‌فلورید بور صفحه‌ای است و دارای یک اکتت ناقص می‌باشد. این ترکیب به عنوان یک اسید و باز لوییس عمل کرده و با بازهای لوییس مانند آمونیاک ترکیب می‌شود تا فزون‌ورده‌ها را تشکیل دهد. تترافلورومتان دارای ساختار چهاروجهی و خنثی است؛ ترکیبات هم‌گروه آن، یعنی تترافلوریدهای سیلیکون و ژرمانیم نیز چهاروجهی هستند اما مانند اسیدهای لوییس رفتار می‌کنند.
ترکیبات گروه نیتروژن شامل تری‌فلوریدهایی هستند که با افزایش وزن مولکولی، واکنش‌پذیری و بازی آن‌ها افزایش می‌یابد، هرچند که نیتروژن تری‌فلورید در برابر هیدرولیز مقاوم است و خاصیت بازی ندارد. پنتافلوریدهای فسفر، آرسنیک و آنتیموان از تری‌فلوریدهای خود واکنش‌پذیرتر هستند و پنتافلوئورید آنیموان قوی‌ترین اسید لوییس خنثی شناخته‌شده است که تنها پس از طلا(V) فلوئورید قرار دارد.
کالکوژن‌ها دارای فلوریدهای متنوعی هستند: دی‌فلوریدهای ناپایدار برای اکسیژن (تنها ترکیب شناخته‌شده اکسیژن در حالت اکسایش +۲)، گوگرد و سلنیوم گزارش شده است؛ تترافلوریدها و هگزافلوریدهایی نیز برای گوگرد، سلنیوم و تلوریوم وجود دارند. این ترکیبات با افزایش تعداد اتم‌های فلوئور و کاهش وزن اتم مرکزی پایدارتر می‌شوند، به طوری که هگزافلوراید گوگرد به‌ویژه خنثی است. کلر، برم و ید می‌توانند مونو، تری و پنتافلورید تشکیل دهند، اما تنها ید هپتافلوئورید از میان هپتافلوریدهای بین‌هالوژنی ممکن، شناسایی شده است. بسیاری از این ترکیبات منابع قدرتمند اتم‌های فلوئور هستند و کاربردهای صنعتی تری‌فلورید کلر نیازمند همان احتیاط‌هایی است که برای فلوئور مورد نیاز است.

### گازهای نجیب

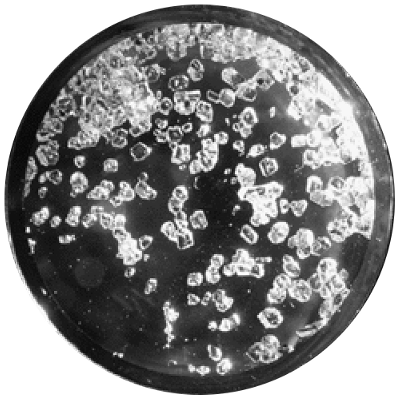
این بلورهای زنون تترافلورید در سال ۱۹۶۲ عکاسی شده‌اند. سنتز این ترکیب، همانند زنون هگزافلورور پلاتینات، بسیاری از شیمی‌دانان را شگفت‌زده کرد.

گاز نجیب‌ها، با داشتن لایه‌های الکترونی کامل، تا سال ۱۹۶۲ غیرقابل واکنش تلقی می‌شدند، تا این که نیل بارتلت سنتز زنون هگزافلوئورو پلاتینات را گزارش کرد؛ از آن زمان، ترکیباتی مانند زنون دی‌فلورید، زنون تترافلورید، هگزافلورید زنون و چندین اکسی‌فلورید نیز جدا شده‌اند. از میان دیگر گازهای نجیب، کریپتون کریپتون دی‌فلورید را تشکیل می‌دهد، و ترکیب جامدی از رادون و فلوئور نیز مشاهده شده که احتمالاً رادون دی‌فلورید است. فلوریدهای دوتایی از گازهای نجیب سبک‌تر به‌شدت ناپایدار هستند: آرگون و هیدروژن فلورید در شرایط خاص ترکیب شده و آرگون فلوروهیدرید را تشکیل می‌دهند. هلیوم هیچ فلورید پایداری ندارد، و هیچ ترکیب شناخته‌شده‌ای از نئون و فلوئور گزارش نشده است؛ اما هلیوم فلوروهیدرید برای میلی‌ثانیه‌هایی در فشارهای بالا و دمای پایین شناسایی شده است.

### ترکیبات آلی

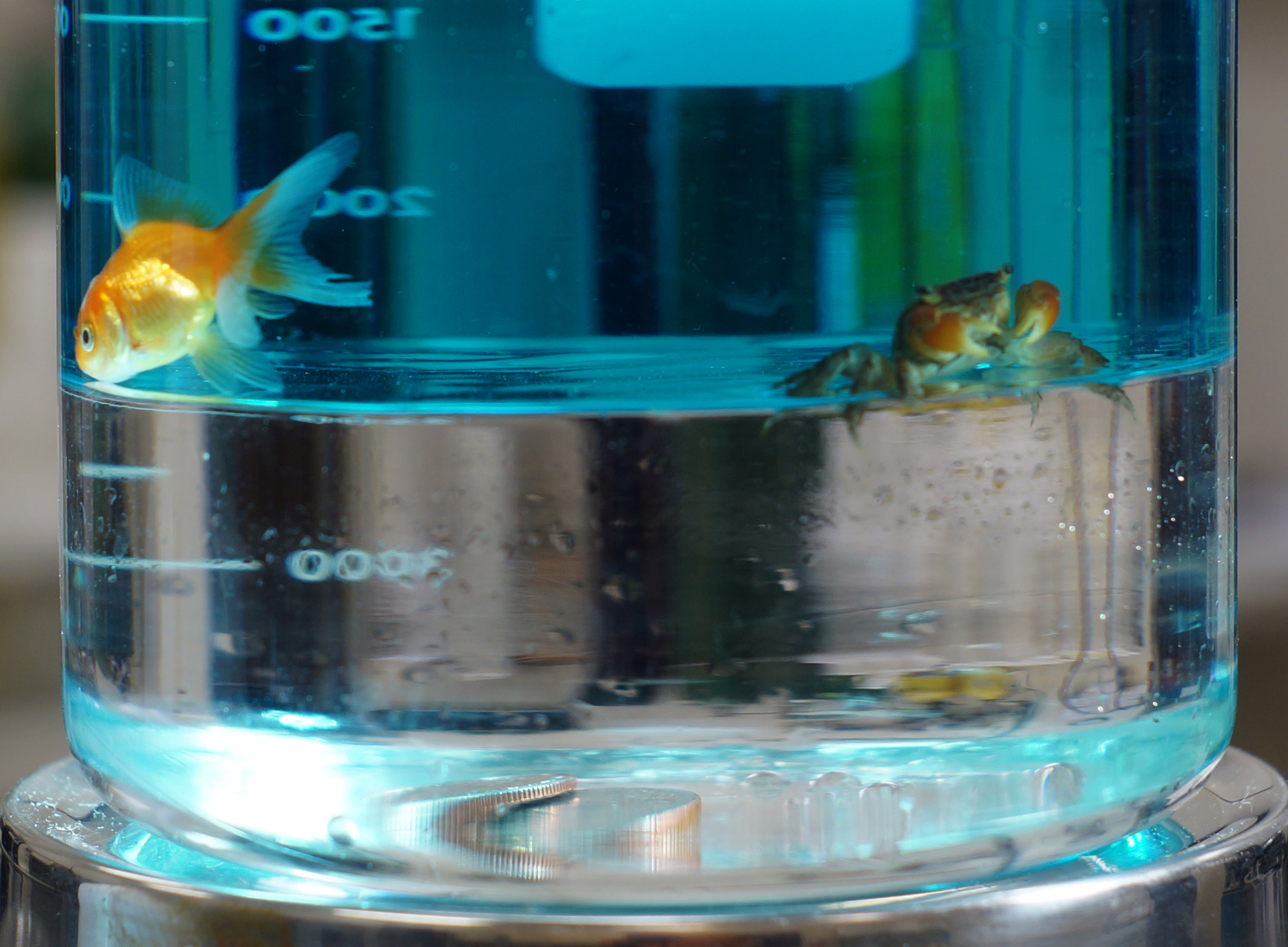
امتزاج‌پذیری لایه‌های آب رنگی (بالا) و پرفلوئوروهپتان بسیار چگال‌تر (پایین) در یک بشر؛ ماهی قرمز و خرچنگ نمی‌توانند از مرز دو لایه عبور کنند؛ کوارتر در پایین قرار گرفته است.

ساختار شیمیایی نفیون، یک فلوئوروپلیمر که در پیل‌های سوختی و بسیاری از کاربردهای دیگر استفاده می‌شود

پیوند کربن–فلوئور قوی‌ترین پیوند در شیمی آلی است، که پایداری ترکیبات آلی فلوئور را تضمین می‌کند. این پیوند تقریباً در طبیعت وجود ندارد، اما در ترکیبات مصنوعی مورد استفاده قرار می‌گیرد. پژوهش در این حوزه معمولاً با هدف کاربردهای تجاری انجام می‌شود؛ ترکیبات مرتبط با این حوزه بسیار متنوع بوده و بازتابی از پیچیدگی موجود در شیمی آلی هستند.

#### مولکول‌های مجزا
جایگزینی تدریجی اتم‌های هیدروژن در یک آلکان با اتم‌های فلوئور، خواص مختلفی را تغییر می‌دهد: نقاط ذوب و جوش کاهش می‌یابند، چگالی افزایش می‌یابد، حلالیت در هیدروکربن‌ها کاهش پیدا می‌کند و پایداری کلی افزایش می‌یابد. فلوئوروکربن‌ها، که در آن‌ها تمام اتم‌های هیدروژن جایگزین شده‌اند، در بیشتر حلال‌های آلی نامحلول هستند و در شرایط محیطی تنها با سدیم در آمونیاک مایع واکنش می‌دهند.
اصطلاح ترکیب پرفلوئورینه برای ترکیباتی به‌کار می‌رود که در غیر این صورت به‌عنوان پرفلوئورکربن شناخته می‌شدند، اما دارای یک گروه عاملی هستند، که اغلب یک کربوکسیلیک اسید است. این ترکیبات بسیاری از خواص پرفلوئورکربن‌ها مانند پایداری و آب‌گریزی را حفظ می‌کنند، در حالی که گروه عاملی آن‌ها را واکنش‌پذیرتر کرده و امکان چسبیدن به سطوح یا عمل به‌عنوان ماده فعال سطحی را فراهم می‌کند.
فلوئوروسورفکتانت‌ها به‌طور خاص می‌توانند کشش سطحی آب را بیشتر از معادل‌های مبتنی بر هیدروکربن کاهش دهند. فلوئورتلومرها که دارای برخی اتم‌های کربن غیر فلوئوردار در نزدیکی گروه عاملی هستند، نیز به‌عنوان ترکیبات پرفلوئورینه در نظر گرفته می‌شوند.

#### پلیمرها
پلیمرها نیز همان افزایش پایداری ناشی از جایگزینی فلوئور (به‌جای هیدروژن) در مولکول‌های مجزا را نشان می‌دهند؛ نقطه ذوب آن‌ها نیز معمولاً افزایش می‌یابد. پلی تترافلوئورواتیلن (PTFE)، ساده‌ترین فلوئوروپلیمر و هم‌ارز پرفلوئورینهٔ پلی‌اتیلن با واحد ساختاری –CF
2–، این تغییر را همان‌طور که انتظار می‌رود نشان می‌دهد، اما نقطه ذوب بسیار بالای آن، قالب‌گیری را دشوار می‌سازد.
مشتقات مختلف PTFE تحمل دمایی کمتری دارند اما قالب‌گیری آن‌ها آسان‌تر است: فلوئورated ethylene propylene برخی از اتم‌های فلوئور را با گروه‌های تری‌فلوئورومتیل جایگزین می‌کند، پرفلوئورواکسی آلکان‌ها نیز همین کار را با گروه‌های تری‌فلوئورومتوکسی انجام می‌دهند، و نفیون دارای زنجیره‌های جانبی پرفلوئور اتر است که با گروه‌های سولفونیک اسید انتها یافته‌اند.
برخی فلوئوروپلیمرها همچنان دارای اتم‌های هیدروژن هستند؛ پلی‌وینیلیدین فلورید دارای نیمی از اتم‌های فلوئور موجود در PTFE است و پلی‌وینیل فلورید یک‌چهارم آن را دارد، اما هر دو رفتاری مشابه پلیمرهای پرفلوئورینه نشان می‌دهند.

## تولید
فلوئور عنصری و تقریباً همه ترکیبات فلوئور از هیدروژن فلوئورید یا محلول آبی آن، هیدروفلوئوریک اسید، تولید می‌شوند. هیدروژن فلوئورید در کوره آجرپزی سنتی از طریق واکنش گرماگیر فلوریت (CaF2) با سولفوریک اسید به‌دست می‌آید:
CaF2 + H2SO4 → 2 HF(g) + CaSO4
گاز HF تولیدشده را می‌توان در آب جذب کرد یا به‌صورت مایع درآورد.
حدود ۲۰٪ از HF تولیدشده، محصول جانبی فرایند تولید کود است که هگزافلوئوروسیلیسیک اسید (H2SiF6) ایجاد می‌کند. این ترکیب را می‌توان از طریق گرماکافت و هیدرولیز به HF تجزیه کرد:
H2SiF6 → 2 HF + SiF4
SiF4 + 2 H2O → 4 HF + SiO2

### مسیرهای صنعتی برای تولید F2

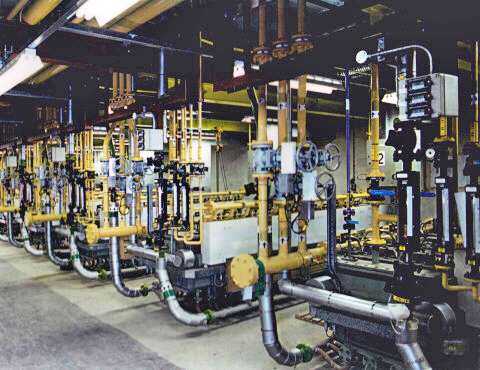
سلول‌های صنعتی تولید فلوئور در پرستون

روش پیشنهادی مویسان برای تولید مقادیر صنعتی فلوئور همچنان مورد استفاده است. این روش شامل الکترولیز مخلوط پتاسیم بی‌فلوئورید و هیدروژن فلوئورید است. در این فرایند، یون‌های هیدروژن در یک محفظه فولادی روی کاتد کاهش می‌یابند و یون‌های فلوئور روی آند کربنی اکسید می‌شوند و در نتیجه، گازهای هیدروژن و فلوئور تولید می‌شوند.
دمای این فرایند بالاست، زیرا KF•2HF در ۷۰ درجه سلسیوس (۱۵۸ درجه فارنهایت) ذوب می‌شود و در دمای ۷۰–۱۳۰ درجه سلسیوس (۱۵۸–۲۶۶ درجه فارنهایت) الکترولیز می‌شود. وجود KF برای رسانایی الکتریکی ضروری است، زیرا HF خالص تقریباً نارسانا بوده و الکترولیز نمی‌شود.
فلوئور را می‌توان در سیلندرهای فولادی با سطح داخلی غیرفعال‌شده، در دماهای زیر ۲۰۰ درجه سلسیوس (۳۹۲ درجه فارنهایت) ذخیره کرد؛ در غیر این صورت، می‌توان از نیکل استفاده کرد. شیرهای تنظیم‌کننده و لوله‌کشی از نیکل ساخته می‌شوند، که در برخی موارد از مونل نیز استفاده می‌شود.
برای جلوگیری از واکنش‌های ناخواسته، باید مرتباً فرایند غیرفعال‌سازی انجام شود و آب و روغن‌ها کاملاً حذف شوند. در آزمایشگاه، گاز فلوئور را می‌توان تحت فشار کم و در شرایط بی‌آب، در شیشه‌آلات حمل کرد. برخی منابع به‌جای آن، سیستم‌های نیکل-مونل-PTFE را پیشنهاد می‌کنند.

### مسیرهای آزمایشگاهی
در سال ۱۹۸۶، هنگام آماده‌سازی برای یک کنفرانس به مناسبت صدمین سالگرد دستاورد مویسان، کارل او. کریست استدلال کرد که تولید فلوئور باید از طریق واکنش‌های شیمیایی امکان‌پذیر باشد. او دریافت که برخی آنیون‌های فلوریدی فاقد همتای خنثی پایدار هستند، و در نتیجه، اسیدی‌کردن آن‌ها می‌تواند منجر به اکسیداسیون و آزادسازی فلوئور شود. او روشی را ارائه داد که در فشار جو و با بازده بالا فلوئور تولید می‌کند:
۲ پتاسیم پرمنگنات + ۲ پتاسیوم فلورید + ۱۰ هیدروژن فلوئورید + ۳ هیدروژن پراکسید → 2 K2MnF6 + ۸ آب + ۳ دگرشکل‌های اکسیژن↑
2 K2MnF6 + ۴ پنتافلوئورید آنیموان → 4 KSbF6 + ۲ فلوئورید منگنز + F2↑
کریست بعدها اظهار داشت که «این واکنش‌ها بیش از ۱۰۰ سال شناخته شده بودند و حتی مویسان نیز می‌توانست به این روش دست یابد.» حتی تا سال ۲۰۰۸، برخی منابع همچنان مدعی بودند که فلوئور بیش‌ازحد واکنش‌پذیر است و امکان جداسازی شیمیایی آن وجود ندارد.

## کاربردهای صنعتی
استخراج فلوریت، که عمده‌ترین تأمین‌کننده فلوئور در جهان است، در سال ۱۹۸۹ به اوج خود رسید، زمانی که ۵٫۶ میلیون تن (یکا) سنگ معدن استخراج شد. محدودیت‌های اعمال‌شده بر کلروفلوئوروکربن‌ها این مقدار را تا ۳٫۶ میلیون تن در سال ۱۹۹۴ کاهش داد؛ اما پس از آن تولید مجدداً افزایش یافت. در سال ۲۰۰۳ حدود ۴٫۵ میلیون تن سنگ معدن استخراج شد که درآمدی برابر با دلار آمریکا ۵۵۰ میلیون ایجاد کرد؛ گزارش‌های بعدی فروش جهانی فلوروشیمی در سال ۲۰۱۱ را ۱۵ میلیارد دلار برآورد کردند و پیش‌بینی شد که تولید در سال‌های ۲۰۱۶ تا ۲۰۱۸ بین ۳٫۵ تا ۵٫۹ میلیون تن باشد و درآمد آن حداقل ۲۰ میلیارد دلار برسد.
شناورسازی کف فلوریت استخراج‌شده را به دو درجهٔ متالورژیکی اصلی با نسبت مساوی تفکیک می‌کند: «متسپر» با خلوص ۶۰–۸۵٪ تقریباً به‌طور کامل در ذوب آهن استفاده می‌شود، در حالی که «اسیدسپر» با خلوص بیش از ۹۷٪ عمدتاً به ترکیب صنعتی کلیدی ترکیب میانی هیدروژن فلوئورید تبدیل می‌شود.

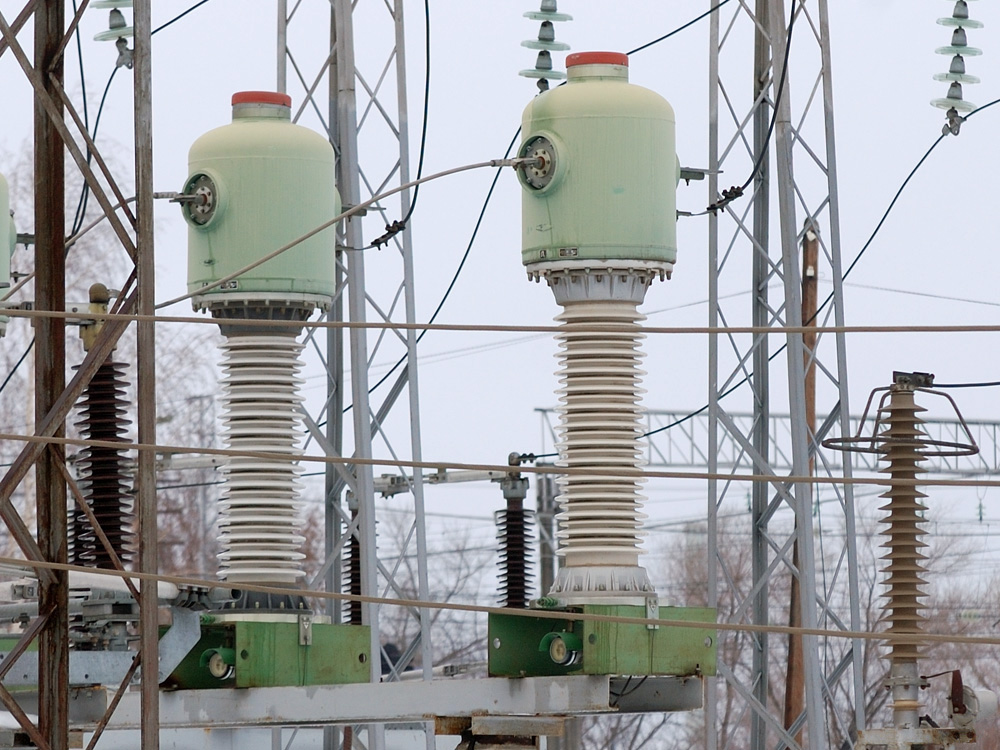
ترانسفورماتورهای جریان SF_{6} در یک راه‌آهن روسی

سالانه حداقل ۱۷٬۰۰۰ تن متریک فلوئور تولید می‌شود. هزینهٔ آن تنها ۵–۸ دلار به ازای هر کیلوگرم به‌صورت اورانیوم یا هگزا فلوراید گوگرد است، اما به‌عنوان یک عنصر خالص، به دلیل چالش‌های مربوط به جابجایی، هزینهٔ بسیار بیشتری دارد. بیشتر فرآیندهایی که از فلوئور آزاد در مقادیر زیاد استفاده می‌کنند، تولید در محل را تحت ادغام عمودی به‌کار می‌گیرند.
بزرگ‌ترین کاربرد گاز فلوئور، که سالانه تا ۷٬۰۰۰ تن متریک از آن استفاده می‌شود، در تهیهٔ UF
6 برای چرخه سوخت هسته‌ای است. فلوئور برای فلوئوره کردن اورانیوم تترافلورید استفاده می‌شود که خود از دی‌اکسید اورانیوم و اسید هیدروفلوئوریک تشکیل شده است. فلوئور تک‌ایزوتوپ است، بنابراین هرگونه تفاوت جرمی بین مولکول‌های UF
6 ناشی از حضور 235
U یا 238
U است که غنی‌سازی اورانیوم را از طریق انتشار گازی یا سانتریفیوژ گازی ممکن می‌سازد.
حدود ۶٬۰۰۰ تن متریک در سال برای تولید SF
6، دی‌الکتریک بی‌اثر، جهت استفاده در ترانسفورماتورهای ولتاژ بالا و قطع‌کننده‌های مدار مصرف می‌شود، که نیاز به پلی‌کلر بی‌فنیلهای خطرناک مرتبط با دستگاه‌های پرشده از روغن را از بین می‌برد. چندین ترکیب فلوئور در الکترونیک استفاده می‌شوند: هگزا فلوراید رنیوم و تنگستن در لایه‌نشانی بخار شیمیایی، تترافلورومتان در پلاسمای اچینگ و نیتروژن تری‌فلورید در پاکسازی تجهیزات.
فلوئور همچنین در سنتز ترکیبات آلی فلوئور استفاده می‌شود، اما واکنش‌پذیری آن اغلب تبدیل اولیهٔ آن به ترکیبات ملایم‌تر ClF
3، BrF
3، یا IF
5 را ضروری می‌کند که امکان فلوئوردهی کنترل‌شده را فراهم می‌آورند. داروهای فلوئوردار از سولفور تترافلورید به جای آن استفاده می‌کنند.

### فلوریدهای معدنی

استخراج آلومینیوم به شدت به کریولیت وابسته است

مانند سایر آلیاژهای آهن، حدود ۳ کیلوگرم (۶٫۶ پوند) مت‌اسپار به ازای هر تن متریک فولاد افزوده می‌شود؛ یون‌های فلوراید باعث کاهش نقطه ذوب و گران‌روی آن می‌شوند. علاوه بر نقش آن به عنوان افزودنی در موادی مانند لعاب‌ها و پوشش‌های الکترودهای جوشکاری، بیشتر اسیداسپار با اسید سولفوریک واکنش داده و اسید هیدروفلوئوریک تولید می‌کند که در اسیدشویی فولاد، حکاکی روی شیشه و کراکینگ استفاده می‌شود. یک‌سوم اسید هیدروفلوئوریک برای سنتز هگزافلوروآلومینات سدیم و فلورید آلومینیوم مصرف می‌شود، که هر دو به عنوان روان‌ساز در فرایند هال–هرولت برای استخراج آلومینیوم به کار می‌روند؛ به دلیل واکنش‌های گاه‌به‌گاه این ترکیبات با تجهیزات ذوب، جایگزینی آن‌ها ضروری است. هر تن متریک آلومینیوم به حدود ۲۳ کیلوگرم (۵۱ پوند) روان‌ساز نیاز دارد. فلوئوروسیلیکات‌ها دومین بخش عمدهٔ مصرف را تشکیل می‌دهند، به‌ویژه فلوئوروسیلیکات سدیم که در فلوریداسیون آب، تصفیهٔ فاضلاب‌های صنعتی و به عنوان یک ترکیب واسط در تولید کریولیت و تترافلوئورید سیلیکون به کار می‌رود. دیگر فلوریدهای معدنی مهم شامل فلورید کبالت (II), فلورید نیکل (II), و فلورید آمونیوم هستند.

### فلوریدهای آلی
بیش از ۲۰٪ فلوریت استخراج‌شده و بیش از ۴۰٪ اسید هیدروفلوئوریک در تولید ترکیبات آلی فلوئوره مصرف می‌شود، که گازهای سرماساز بیشترین سهم را دارند و فلوروپلیمرها نیز سهم خود را در بازار افزایش داده‌اند. سورفکتانت‌ها بخش کوچکی از این مصرف را تشکیل می‌دهند اما بیش از ۱ میلیارد دلار درآمد سالانه ایجاد می‌کنند. به دلیل خطر واکنش مستقیم هیدروکربن-فلوئور در دمای بالای −۱۵۰ درجه سلسیوس (−۲۳۸ درجه فارنهایت)، تولید صنعتی ترکیبات فلوروکربنی به‌طور غیرمستقیم انجام می‌شود، عمدتاً از طریق واکنش فینکلشتاین مانند فلوئورینه‌سازی سوارتس، که در آن اتم‌های کلر در کلروکربن‌ها با فلوئور جایگزین می‌شوند. فلوئورینه‌سازی الکتروشیمیایی نیز هیدروکربن‌ها را در اسید هیدروفلوئوریک تحت الکترولیز قرار می‌دهد و فرایند فرایند فاولر از حامل‌های جامد فلوئور مانند فلورید کبالت (III) برای این کار بهره می‌برد.

#### گازهای سرماساز
سردکننده‌های هالوژنی، که به‌طور غیررسمی فریون نامیده می‌شوند، بر اساس مبردی که مقدار فلوئور، کلر، کربن و هیدروژن موجود در آن را نشان می‌دهد، طبقه‌بندی می‌شوند. کلروفلوئوروکربن‌ها (CFCها) مانند تری‌کلروفلوئورومتان، دی‌کلرودی‌فلوئورومتان، و ۱٬۲-دی‌کلروتترافلوئورواتان در دههٔ ۱۹۸۰ تولید ترکیبات آلی فلوئوردار را تحت سلطه داشتند. این ترکیبات که در سیستم‌های تهویه مطبوع، پیشرانه‌ها و حلال‌ها به کار می‌رفتند، در اوایل دههٔ ۲۰۰۰ به دلیل ممنوعیت‌های گستردهٔ بین‌المللی، تولیدشان به کمتر از یک‌دهم اوج خود کاهش یافت. هیدروکلروفلوئوروکربن‌ها (HCFCها) و هیدروفلوئوروکربن‌ها (HFCها) به عنوان جایگزین‌های CFCها طراحی شدند؛ سنتز این ترکیبات بیش از ۹۰٪ مصرف فلوئور در صنایع آلی را تشکیل می‌دهد. از جمله مهم‌ترین HCFCها می‌توان به R-22، کلرودی‌فلورومتان و ۱٬۱-دی‌کلرو-۱-فلورواتان اشاره کرد. اصلی‌ترین HFC، ۱٬۱٬۱٬۲-تترافلوئورواتان است، در حالی که یک مولکول جدیدتر، ۲٬۳٬۳٬۳-تترافلوئوروپروپیلن، که یک هیدروفلوئوراولفین (HFO) است، به دلیل داشتن پتانسیل گرمایش جهانی کمتر از ۱٪ HFC-134a، مورد توجه قرار گرفته است.

#### پلیمرها

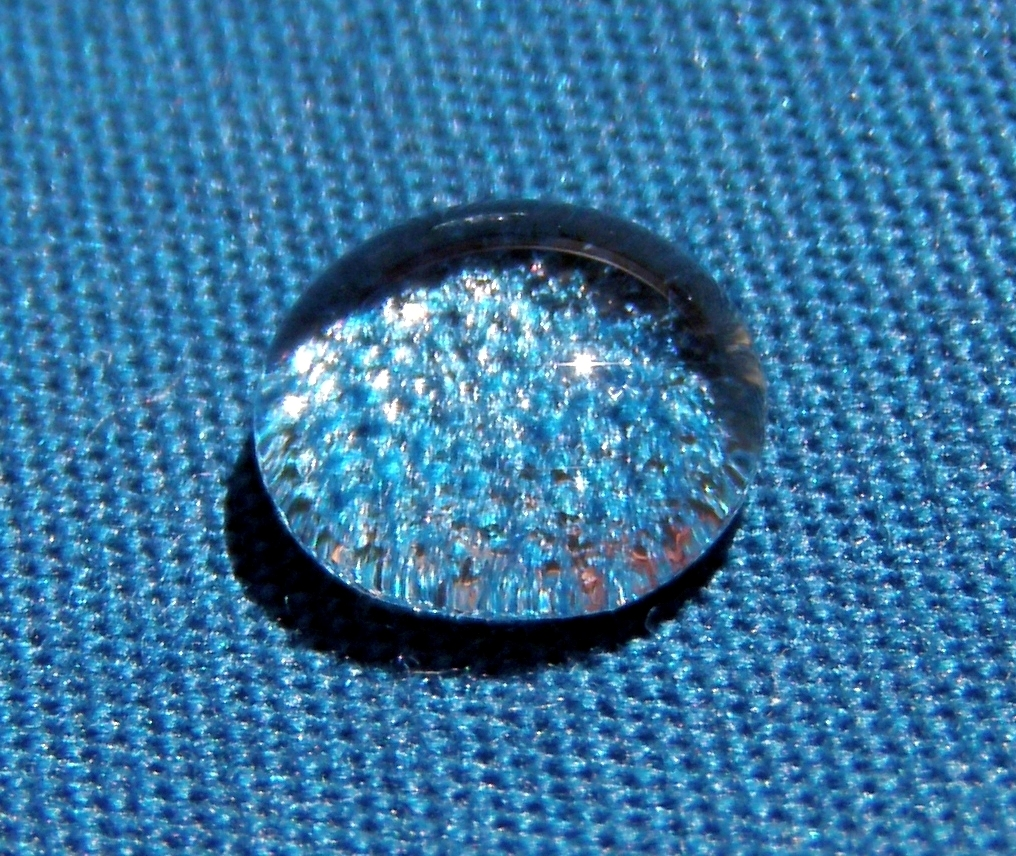
پارچه‌های آغشته به فلوروسورفکتانت اغلب آب‌گریزی هستند.

در سال‌های ۲۰۰۶ و ۲۰۰۷ حدود ۱۸۰ هزار تن متریک فلوئوروپلیمر تولید شد که درآمدی بیش از ۳٫۵ میلیارد دلار در سال ایجاد کرد. بازار جهانی این مواد در سال ۲۰۱۱ کمی کمتر از ۶ میلیارد دلار برآورد شد. فلوئوروپلیمرها تنها از طریق پلیمریزاسیون رادیکال‌های آزاد تشکیل می‌شوند.
پلی‌تترافلوئورواتیلن (PTFE) که گاهی با نام تجاری تفلون (از شرکت دوپونت) شناخته می‌شود، حدود ۶۰ تا ۸۰ درصد تولید فلوئوروپلیمرهای جهان را از نظر وزنی شامل می‌شود. بزرگ‌ترین کاربرد آن در عایق الکتریکی است، زیرا PTFE یک دی‌الکتریک عالی محسوب می‌شود. این ماده همچنین در صنعت شیمیایی برای مقاوم‌سازی در برابر خوردگی، در پوشش‌دهی لوله‌ها، لوله‌های انعطاف‌پذیر و واشرها استفاده می‌شود. از دیگر کاربردهای آن می‌توان به پارچهٔ فایبرگلاس پوشش داده‌شده با PTFE برای سقف استادیوم‌ها اشاره کرد. در بخش مصرف‌کننده، ظروف نچسب یکی از مهم‌ترین کاربردهای PTFE هستند.
فیلم‌های PTFE در فرآیندی خاص به PTFE منبسط‌شده (ePTFE) تبدیل می‌شوند که به‌عنوان یک غشای مصنوعی با منافذ ریز شناخته می‌شود. این ماده، که با نام تجاری گورتکس نیز شناخته می‌شود، در تولید لباس‌های ضدآب، تجهیزات حفاظتی شخصی و فیلتراسیون کاربرد دارد. همچنین، الیاف ePTFE برای ساخت آب‌بند مکانیکی و فیلترهای گرد و غبار استفاده می‌شوند.
برخی از فلوئوروپلیمرهای دیگر مانند اتیلن پروپیلن فلوئوردار خصوصیات PTFE را تقلید کرده و می‌توانند جایگزین آن شوند، اما در عین حال هزینهٔ بیشتری دارند، راحت‌تر قالب‌گیری می‌شوند ولی پایداری حرارتی کمتری دارند. دو نوع مختلف از فیلم‌های فلوئوروپلیمر برای جایگزینی شیشه در سلول‌های خورشیدی استفاده می‌شوند.
یونومرهای فلوئوردار که از نظر شیمیایی بسیار مقاوم (ولی گران‌قیمت) هستند، در غشاهای سلول‌های الکتروشیمیایی کاربرد دارند که شناخته‌شده‌ترین نمونهٔ آن نافین است. این ماده که در دههٔ ۱۹۶۰ توسعه یافت، ابتدا به‌عنوان مادهٔ سلول‌های سوختی در فضاپیماها مورد استفاده قرار گرفت و سپس جایگزین سلول‌های مبتنی بر جیوه در فرایند کلر-آلکالی شد. در سال‌های اخیر، استفاده از آن در سلول‌های سوختی غشای تبادل پروتون برای خودروها دوباره مطرح شده است.
فلوئوروالاستومرها مانند لاستیک فلوئور ترکیبات فلوئوروپلیمری اتصال عرضی شده هستند که عمدتاً در اورینگ‌ها استفاده می‌شوند. همچنین پرفلوروبوتان (C4F10) به‌عنوان یک مادهٔ ضدحریق مورد استفاده قرار می‌گیرد.

#### سورفکتانت‌ها
فلوروسورفکتانت‌ها مولکول‌های کوچک ارگانوفلوئور هستند که برای دفع آب و لکه‌ها به کار می‌روند. این مواد اگرچه بسیار گران هستند (در حدود ۲۰۰ تا ۲۰۰۰ دلار به ازای هر کیلوگرم، مشابه داروهای تجویزی)، اما تا سال ۲۰۰۶ بیش از ۱ میلیارد دلار درآمد سالانه ایجاد کردند؛ به‌طور مثال، برند Scotchgard در سال ۲۰۰۰ به‌تنهایی ۳۰۰ میلیون دلار فروش داشت.
با این حال، فلوروسورفکتانت‌ها تنها بخش کوچکی از بازار کلی سورفکتانت‌ها را تشکیل می‌دهند، چراکه بیشتر این بازار در اختیار محصولات ارزان‌تر مبتنی بر هیدروکربن است. کاربرد این مواد در رنگ‌ها با هزینه‌های ترکیب بالا مواجه است و در سال ۲۰۰۶ ارزش این بخش از بازار تنها ۱۰۰ میلیون دلار برآورد شد.

#### مواد شیمیایی کشاورزی
حدود ۳۰٪ از ماده شیمیایی کشاورزیها حاوی فلوئور هستند، بیشتر آن‌ها علف‌کشها و قارچ‌کشها هستند و تعدادی هورمون گیاهی نیز وجود دارند. جایگزینی فلوئور، معمولاً با جایگزینی یک اتم یا در بیشتر موارد یک گروه تری‌فلورومتیل، یک تغییر مقاوم است که اثراتی مشابه با داروهای فلوئوره شده دارد: افزایش زمان ماندگاری بیولوژیکی، عبور از غشا و تغییر شناسایی مولکولی. تری‌فلورالین یک نمونه برجسته است که در ایالات متحده به‌طور گسترده به‌عنوان یک علف‌کش استفاده می‌شود، اما به‌عنوان یک ماده سرطان‌زا شناخته شده و در بسیاری از کشورهای اروپایی ممنوع شده است. سدیم فلورواستات (۱۰۸۰) یک سم پستانداران است که در آن یک هیدروژن سدیم استات با فلوئور جایگزین شده است؛ این ماده متابولیسم سلولی را با جایگزینی استات در چرخه اسید سیتریک مختل می‌کند. اولین‌بار در اواخر قرن ۱۹ سنتز شد و در اوایل قرن ۲۰ به‌عنوان یک آفت‌کش شناخته شد و بعدها در استفاده کنونی خود به‌کار گرفته شد. نیوزیلند، بزرگ‌ترین مصرف‌کننده ۱۰۸۰، از آن برای حفاظت از کیوی (پرنده)ها در برابر صاریغ دم‌قلم‌مویی معمولی استرالیایی مهاجم استفاده می‌کند. اروپا و ایالات متحده استفاده از ۱۰۸۰ را ممنوع کرده‌اند.

## کاربردهای دارویی

### مراقبت دندان‌ها

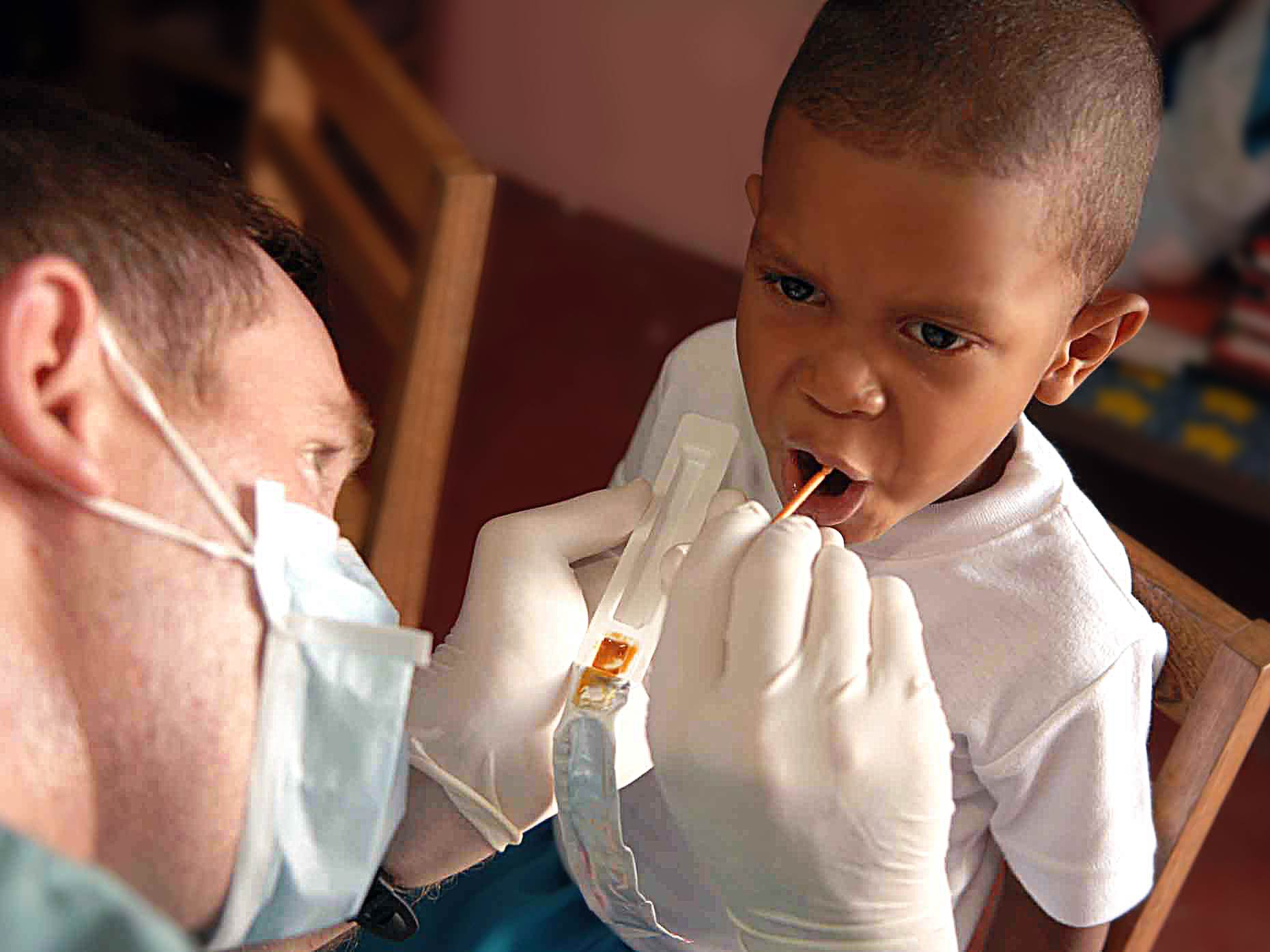
درمان موضعی فلوراید در پاناما

مطالعات جمعیتی از اواسط قرن ۲۰ به بعد نشان می‌دهند که داروی موضعی فلوراید پوسیدگی دندان را کاهش می‌دهد. این ابتدا به تبدیل مینای دندان هیدروکسی آپاتیت به فلورآپاتیت مقاوم‌تر نسبت داده شد، اما مطالعات روی دندان‌های پیش از فلوریداسیون این فرضیه را رد کردند و نظریه‌های کنونی شامل کمک فلوراید به رشد مینای دندان در حفره‌های کوچک هستند. پس از مطالعات روی کودکان در مناطقی که فلوراید به‌طور طبیعی در آب آشامیدنی وجود داشت، تأمین آب کنترل‌شده با فلوراید برای مقابله با پوسیدگی دندان‌ها از دهه ۱۹۴۰ آغاز شد و اکنون به آبی که ۶ درصد از جمعیت جهانی را تأمین می‌کند، از جمله دو سوم آمریکایی‌ها، اعمال می‌شود. مرورهای ادبیات علمی در سال‌های ۲۰۰۰ و ۲۰۰۷ فلوریداسیون آب را با کاهش قابل توجه پوسیدگی دندان در کودکان مرتبط دانستند. علیرغم چنین تأییدهایی و شواهدی مبنی بر عدم وجود اثرات منفی به جز فلوئوروزیس دندانی عمدتاً خوش‌خیم، همچنان مخالفت‌هایی از جنبه‌های اخلاقی و ایمنی وجود دارد. فواید فلوریداسیون کاهش یافته است، ممکن است به دلیل منابع دیگر فلوراید، اما همچنان در گروه‌های کم‌درآمد قابل اندازه‌گیری است. سدیم مونوفلوروفسفات و گاهی فلوئورید قلع (II) در خمیردندانهای فلوریده یافت می‌شوند، که برای اولین بار در ایالات متحده در سال ۱۹۵۵ معرفی شدند و اکنون در کشورهای توسعه‌یافته رایج هستند، همراه با دهانشویه‌های فلوریده، ژل‌ها، فوم‌ها و وارنیش‌ها.

### داروها

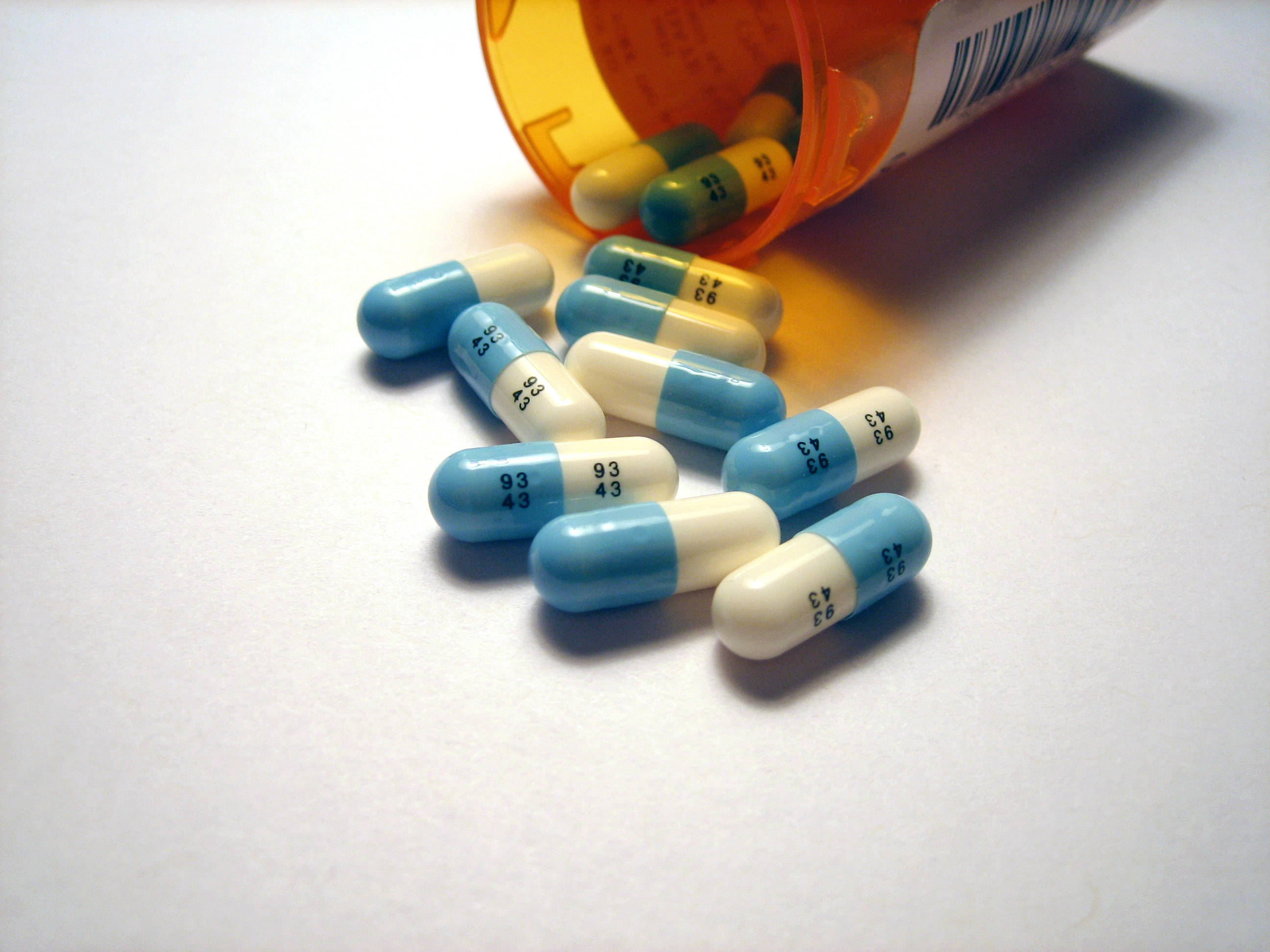
کپسول‌های فلوکستین

بیست درصد از داروهای مدرن حاوی فلوراید هستند. یکی از این داروها، آتورواستاتین (لیپیتور)، از نظر درآمد بیشتر از هر داروی دیگری درآمد داشت تا اینکه در سال ۲۰۱۱ به دارویی عمومی تبدیل شد. داروی ترکیبی آسم Seretide، که در اوایل دهه ۲۰۰۰ یکی از ده داروی پرفروش بود، دو ماده فعال دارد که یکی از آن‌ها – فلوتیکازون – فلوئوره شده است. بسیاری از داروها به‌منظور تأخیر در غیرفعال‌سازی و افزایش مدت زمان دوز، فلوئوره می‌شوند زیرا پیوند کربن-فلوراید بسیار پایدار است. فلوئوره شدن همچنین چربی‌دوستی را افزایش می‌دهد زیرا پیوند فلوراید نسبت به پیوند کربن-هیدروژن بیشتر هیدروفوب است، و این معمولاً به نفوذ دارو در غشای سلولی و در نتیجه فراهمی زیستی کمک می‌کند.
ضدافسردگی‌های سه‌حلقه‌ای و دیگر داروهای ضدافسردگی پیش از دهه ۱۹۸۰ عوارض جانبی زیادی داشتند به‌دلیل تداخل غیرانتخابی آن‌ها با ناقل عصبیهای دیگر غیر از هدف سروتونین؛ فلوکستین فلوئوره‌شده انتخابی بود و یکی از اولین داروهایی بود که این مشکل را برطرف کرد. بسیاری از ضدافسردگی‌های کنونی همان درمان را دریافت می‌کنند، از جمله مهارکننده انتخابی بازجذب سروتونینها: سیتالوپرام، انانتیومر آن اس‌سیتالوپرام، فلووکسامین و پاروکستین. کوینولونها آنتی‌بیوتیک‌های مصنوعی با طیف وسیع هستند که اغلب فلوئوره می‌شوند تا اثرات آن‌ها تقویت شود. این‌ها شامل سیپروفلوکساسین و لووفلوکساسین می‌شوند. فلوراید همچنین در استروئیدها استفاده می‌شود: فلودروکورتیزون یک مینرالوکورتیکوئید افزایش‌دهنده فشار خون است و تریامسینولون و دگزامتازون از استروئیدهای قوی گلوکوکورتیکوئید هستند. اکثریت بیهوش‌کننده‌های استنشاقی به‌شدت فلوئوره شده‌اند؛ نمونه اولیه هالوتان از دیگران پایدارتر و قوی‌تر است. ترکیبات بعدی مانند اترهای فلوئوره‌شده سووفلوران و دس‌فلوران بهتر از هالوتان هستند و تقریباً در خون حل نمی‌شوند، که باعث می‌شود زمان بیدار شدن سریع‌تر باشد.

### تصویربرداری PET

یک اسکن PET از بدن کامل با گلوکز نشاندار شده با فلوئور-۱۸ رادیواکتیو. مغز و کلیه‌های طبیعی به اندازه کافی گلوکز جذب می‌کنند تا تصویربرداری شوند. یک تومور بدخیم در شکم بالا مشاهده می‌شود. فلوئور رادیواکتیو در ادرار مثانه دیده می‌شود.

فلوئور-۱۸ اغلب در ردیاب هسته‌ایها برای برش‌نگاری با گسیل پوزیترون استفاده می‌شود، زیرا نیمه‌عمر آن تقریباً دو ساعت است که برای انتقال آن از تأسیسات تولید به مراکز تصویربرداری کافی است. رایج‌ترین ردیاب فلودئوکسی گلوکوز (18F) است که پس از تزریق داخل وریدی، توسط بافت‌هایی که به گلوکز نیاز دارند، مانند مغز و بیشتر تومورهای بدخیم جذب می‌شود؛ سی‌تی اسکن سپس می‌تواند برای تصویربرداری دقیق‌تر استفاده شود.

### حامل‌های اکسیژن
فلوروکربن‌های مایع قادرند حجم زیادی از اکسیژن یا دی‌اکسید کربن را نگهداری کنند، بیشتر از خون، و توجه زیادی را برای استفاده‌های احتمالی در خون مصنوعی و تنفس مایع به خود جلب کرده‌اند. به‌دلیل اینکه فلوروکربن‌ها معمولاً با آب مخلوط نمی‌شوند، باید به‌صورت امولسیون‌ها (قطرات کوچک فلوروکربن تعلیق‌شده در آب) برای استفاده به‌عنوان خون ترکیب شوند. یکی از این محصولات، Oxycyte، از آزمایش‌ها بالینی اولیه عبور کرده است. این مواد می‌توانند به ورزشکاران استقامتی کمک کنند و از ورود آن‌ها به ورزش‌ها جلوگیری شده است؛ یکی از دوچرخه‌سواران در سال ۱۹۹۸ نزدیک به مرگ رفت که باعث شد تحقیقی در مورد سوءاستفاده از این مواد انجام شود. کاربردهای تنفس مایع با فلوروکربن خالص (که از فلوروکربن مایع خالص استفاده می‌کند، نه امولسیون آب) شامل کمک به قربانیان سوختگی و نوزادان نارس با ریه‌های ناکامل است. پر کردن جزئی و کامل ریه‌ها مورد بررسی قرار گرفته است، اگرچه تنها مورد اول آزمایش‌های قابل توجهی در انسان‌ها داشته است. تلاش‌های شرکت Alliance Pharmaceuticals به آزمایش‌ها بالینی رسید اما به‌دلیل اینکه نتایج بهتر از درمان‌های معمولی نبود، رها شد.

## نقش زیستی
فلوئور یک ماده مغذی معدنی ضروری برای انسان‌ها و سایر پستانداران نیست، اما مقادیر کم آن برای تقویت مینای دندان مفید شناخته شده است. در این فرایند، تشکیل فلوئور آپاتیت باعث مقاوم‌تر شدن مینا در برابر حملات اسیدی ناشی از تخمیر قندها توسط باکتری‌ها می‌شود. مقادیر اندکی از فلوئور ممکن است برای استحکام استخوان‌ها نیز مفید باشد، اما این موضوع هنوز به‌طور قطعی اثبات نشده است. هم سازمان جهانی بهداشت (WHO) و هم مؤسسه پزشکی آکادمی‌های ملی علوم، مهندسی و پزشکی ایالات متحده میزان مجاز توصیه‌شده روزانه (RDA) و حد بالای دریافت فلوئور را منتشر می‌کنند که بر اساس سن و جنسیت متفاوت است.
ترکیبات طبیعی آلی فلوئور در میکروارگانیسم‌ها، گیاهان و اخیراً در حیوانات نیز یافت شده‌اند. رایج‌ترین ترکیب سدیم فلورواستات است که به‌عنوان یک دفاع گیاه در برابر علف‌خواران در حداقل ۴۰ گونه گیاهی در آفریقا، استرالیا و برزیل به کار می‌رود. نمونه‌های دیگر شامل اسید چرب‌های انتهایی فلوئورینه، فلوئورواستون و فلوئوروسیتریک اسید هستند.
در سال ۲۰۰۲، آنزیمی که توانایی اتصال فلوئور به کربن را دارد – آدنوزیل-فلوئورید سنتاز – در باکتری‌ها کشف شد.

## سمیت
عنصر فلوئور برای موجودات زنده بسیار سمی است. اثرات آن بر انسان در غلظت‌هایی کمتر از ۵۰ ppm هیدروژن سیانید آغاز می‌شود و مشابه اثرات کلر است: تحریک شدید چشم‌ها و دستگاه تنفسی، به همراه آسیب به کبد و کلیه، در غلظت‌های بالاتر از ۲۵ ppm رخ می‌دهد که این مقدار، حد آستانه خطر فوری برای زندگی و سلامت در مورد فلوئور است. آسیب جدی به چشم و بینی در غلظت ۱۰۰ ppm رخ می‌دهد، و استنشاق ۱٬۰۰۰ ppm از فلوئور ظرف چند دقیقه منجر به مرگ خواهد شد، در حالی که این مقدار برای هیدروژن سیانید ۲۷۰ ppm است.

### اسید هیدروفلوئوریک

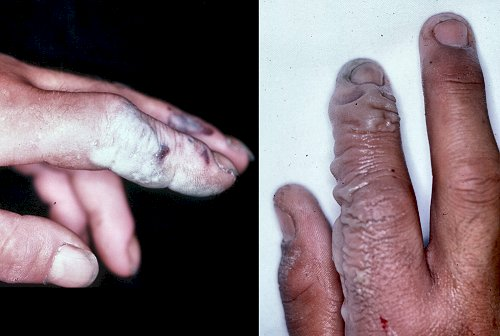
سوختگی ناشی از اسید هیدروفلوئوریک ممکن است تا یک روز آشکار نشود، و پس از آن درمان‌های مبتنی بر کلسیم اثربخشی کمتری دارند.

اسید هیدروفلوئوریک ضعیف‌ترین هیدروژن هالید است و دارای ثابت تفکیک اسیدی ۳٫۲ در دمای ۲۵ °C می‌باشد. هیدروژن فلوئورید خالص به دلیل پیوند هیدروژنی، یک مایع فرّار است، در حالی که سایر هیدروژن هالیدها به صورت گاز وجود دارند. این ماده قادر به تخریب شیشه، بتن، فلزات و مواد آلی است.
اسید هیدروفلوئوریک یک سم تماسی است که خطرات بیشتری نسبت به بسیاری از اسیدهای قوی مانند اسید سولفوریک دارد، حتی با وجود آنکه اسیدی ضعیف محسوب می‌شود: این اسید در محلول‌های آبی خنثی باقی می‌ماند و بنابراین سریع‌تر به بافت‌ها نفوذ می‌کند، چه از طریق استنشاق، بلع یا تماس با پوست. بین سال‌های ۱۹۸۴ تا ۱۹۹۴، حداقل ۹ کارگر در ایالات متحده بر اثر چنین حوادثی جان باختند. این اسید با کلسیم و منیزیم در خون واکنش داده و منجر به هیپوکلسمی و در نهایت مرگ از طریق آریتمی قلبی می‌شود. تشکیل فلورید کلسیم نامحلول، درد شدیدی ایجاد می‌کند و سوختگی‌هایی با وسعت بیش از ۱۶۰ cm2 (۲۵ in2) می‌توانند باعث سمیت سیستمیک جدی شوند.
علائم مواجهه با اسید هیدروفلوئوریک ممکن است تا هشت ساعت برای محلول ۵۰٪ ظاهر نشود، و این زمان برای غلظت‌های کمتر تا ۲۴ ساعت افزایش یابد. ممکن است در ابتدا سوختگی بدون درد باشد، زیرا هیدروژن فلوئورید عملکرد عصبی را مختل می‌کند. در صورت تماس پوست با HF، می‌توان آسیب را با شست‌وشو در جریان آب به مدت ۱۰ تا ۱۵ دقیقه و حذف لباس‌های آلوده کاهش داد. پس از آن معمولاً کلسیم گلوکونات استفاده می‌شود تا یون‌های کلسیم با فلورید پیوند یابند؛ سوختگی‌های پوستی را می‌توان با ژل ۲٫۵٪ کلسیم گلوکونات یا محلول‌های شست‌وشوی مخصوص درمان کرد. در صورت جذب اسید هیدروفلوئوریک، درمان پزشکی بیشتری مورد نیاز است؛ کلسیم گلوکونات ممکن است به صورت تزریق یا داخل وریدی تجویز شود. استفاده از کلرید کلسیم – که یک معرف آزمایشگاهی رایج است – به جای کلسیم گلوکونات ممنوع است، زیرا می‌تواند منجر به عوارض شدید شود. در برخی موارد، برداشتن بافت آسیب‌دیده یا قطع عضو ممکن است ضروری باشد.

### یون فلورید
فلوریدهای محلول به‌طور متوسط سمی هستند: ۵ تا ۱۰ گرم سدیم فلورید، یا ۳۲ تا ۶۴ میلی‌گرم یون فلورید به ازای هر کیلوگرم وزن بدن، برای بزرگسالان دوز کشنده محسوب می‌شود. یک‌پنجم این دوز نیز می‌تواند اثرات نامطلوب بر سلامت داشته باشد، و مصرف مزمن بیش از حد آن ممکن است منجر به فلوئوروزیس استخوانی شود، که میلیون‌ها نفر در آسیا و آفریقا را تحت تأثیر قرار داده و در کودکان باعث کاهش ضریب هوشی می‌شود. فلورید بلعیده‌شده در معده به اسید هیدروفلوئوریک تبدیل می‌شود که به‌راحتی توسط روده‌ها جذب شده، از غشای سلولی عبور می‌کند، با کلسیم پیوند می‌یابد و در عملکرد آنزیم‌های مختلف اختلال ایجاد می‌کند، تا در نهایت از طریق ادرار دفع شود. محدودیت‌های مواجهه با فلورید بر اساس آزمایش ادرار برای بررسی توانایی بدن در دفع یون‌های فلورید تعیین می‌شود.
در گذشته، بیشتر موارد مسمومیت با فلورید ناشی از بلع تصادفی حشره‌کش‌های حاوی فلوریدهای معدنی بوده است. امروزه بیشتر تماس‌های مراکز کنترل مسمومیت در مورد احتمال مسمومیت با فلورید، به دلیل بلعیدن خمیردندان‌های حاوی فلورید است. خرابی تجهیزات فلوریداسیون آب نیز از دیگر عوامل خطر است؛ در یک حادثه در آلاسکا، نزدیک به ۳۰۰ نفر تحت تأثیر قرار گرفتند و یک نفر جان باخت. خطرات ناشی از خمیردندان برای کودکان خردسال بیشتر است، و مرکز کنترل و پیشگیری از بیماری توصیه می‌کند که والدین بر مسواک زدن کودکان زیر شش سال نظارت داشته باشند تا از بلعیدن خمیردندان جلوگیری شود. در یک مطالعه منطقه‌ای، طی یک سال ۸۷ مورد مسمومیت با فلورید در کودکان پیش از سن بلوغ گزارش شد که شامل یک مورد مرگ ناشی از بلع حشره‌کش بود. بیشتر این موارد علائمی نداشتند، اما حدود ۳۰٪ از آن‌ها دچار درد معده شدند. مطالعه‌ای گسترده‌تر در سراسر ایالات متحده نتایج مشابهی را نشان داد: ۸۰٪ از موارد مربوط به کودکان زیر شش سال بود و موارد جدی اندک بودند.

## نگرانی‌های محیط زیستی

### جو زمین

پیش‌بینی ناسا از اوزون استراتسفریک بر فراز آمریکای شمالی بدون پروتکل مونترال

پیمان مونترال که در سال ۱۹۸۷ امضا شد، مقررات سخت‌گیرانه‌ای در مورد کلروفلوئوروکربن‌ها (CFCs) و بروموفلوئوروکربنها به دلیل پتانسیل آسیب‌رسانی به اوزون (ODP) وضع کرد. ثبات بالایی که این مواد را برای کاربردهای اولیه‌شان مناسب می‌کرد، به این معنا بود که این مواد تا زمانی که به ارتفاعات بالاتر نرسیدند تجزیه نمی‌شدند، جایی که اتم‌های کلر و برم آزاد شده به مولکول‌های اوزون حمله می‌کردند. حتی با وجود ممنوعیت و نشانه‌های اولیه از کارایی آن، پیش‌بینی‌ها هشدار می‌دهند که چندین نسل طول خواهد کشید تا بهبودی کامل حاصل شود. هیدروکلروفلوئوروکربن‌ها (HCFCs) با یک‌دهم ODP CFCها، جایگزین‌های فعلی هستند، و خود این مواد قرار است تا سال ۲۰۳۰–۲۰۴۰ توسط هیدروفلوئوروکربن‌ها (HFCs) که فاقد کلر و ODP صفر هستند، جایگزین شوند. در سال ۲۰۰۷ این تاریخ برای کشورهای توسعه‌یافته به سال ۲۰۲۰ پیش برده شد؛ آژانس حفاظت محیط زیست ایالات متحده آمریکا تولید یکی از HCFCها را از سال ۲۰۰۳ ممنوع کرده و تولید دو مورد دیگر را محدود کرده است. گازهای فلوئورکربن معمولاً گازهای گلخانه‌ای هستند با پتانسیل گرمایش جهانی (GWP) بین ۱۰۰ تا ۱۰٬۰۰۰؛ سولفور هگزا فلوراید مقدار حدود ۲۰٬۰۰۰ دارد. یک استثنا ۲٬۳٬۳٬۳-تترافلوئوروپروپیلن است که نوع جدیدی از مبرد به نام هیدروفلوئوروولفین (HFO) است و به دلیل GWP کمتر از ۱، در مقایسه با ۱٬۴۳۰ برای مبرد استاندارد فعلی ۱٬۱٬۱٬۲-تترافلوئورواتان، تقاضای جهانی را جلب کرده است.

### بیوپرسستنس

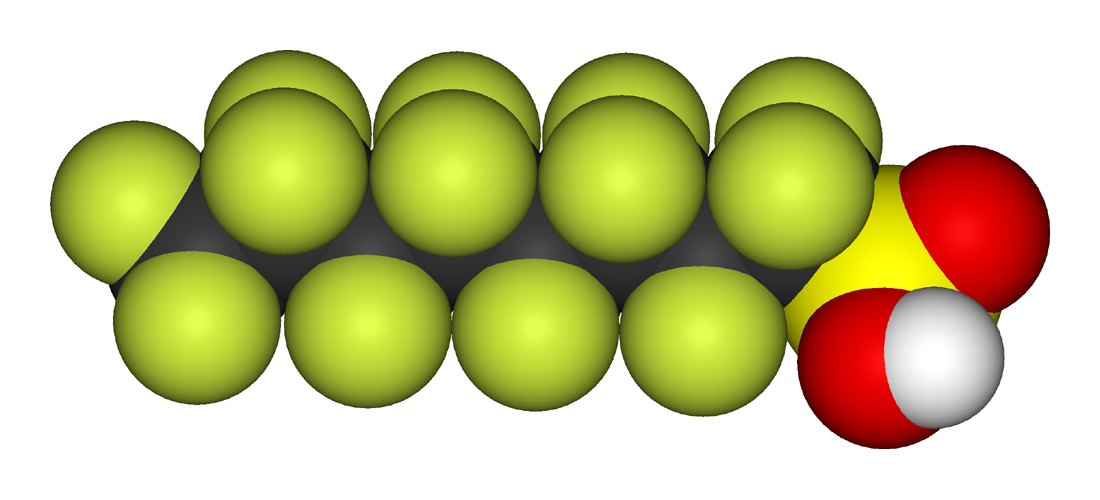
پرفلوئورواکتان‌سولفونیک اسید، یک جزء کلیدی از اسکاتچگارد تا سال ۲۰۰۰

ترکیبات آلی فلوئورین به دلیل استحکام پیوند کربن-فلوئور دارای بیوپرسستنس هستند. اسیدهای پرفلوئوروالکیل (PFAAs) که به دلیل گروه‌های عملکردی اسیدی خود در آب کمی حل می‌شوند، به عنوان آلاینده‌های آلی دیرپا شناخته می‌شوند؛ پرفلوئورواکتان‌سولفونیک اسید (PFOS) و پرفلوئورواکتانوئیک اسید (PFOA) بیشترین تحقیقات را به خود اختصاص داده‌اند. PFAAs در مقادیر جزئی در سراسر جهان از جمله در خرس‌های قطبی و انسان‌ها پیدا شده‌اند، به طوری که PFOS و PFOA در شیر مادر و خون نوزادان مشاهده شده است. یک مرور در سال ۲۰۱۳ نشان داد که همبستگی اندکی بین سطح PFAA در آب‌های زیرزمینی و خاک و فعالیت‌های انسانی وجود دارد؛ هیچ الگوی واضحی از غلبه یک ماده شیمیایی مشاهده نشد و مقادیر بالاتر PFOS با مقادیر بالاتر PFOA همبستگی داشت. در بدن، PFAAs به پروتئین‌هایی مانند آلبومین سرم متصل می‌شوند؛ آن‌ها تمایل دارند در انسان‌ها در کبد و خون متمرکز شوند قبل از اینکه از طریق کلیه‌ها دفع شوند. زمان ماندگاری در بدن به شدت بسته به گونه متفاوت است، به طوری که نیمه‌عمر آن‌ها در جونده‌ها به روزها و در انسان‌ها به سال‌ها می‌رسد. دوزهای بالای PFOS و PFOA موجب سرطان و مرگ در جونده‌های نوزاد می‌شود اما مطالعات انسانی هیچ تأثیری در سطوح کنونی قرار گرفتن در معرض این مواد نشان نداده است.

### مراجع نمایه شده
- Agricola, Georgius; Hoover, Herbert Clark; Hoover, Lou Henry (1912). De Re Metallica. London: The Mining Magazine.
- Aigueperse, J.; Mollard, P.; Devilliers, D.; Chemla, M.; Faron, R.; Romano, R. E.; Cue, J. P. (2005), "Fluorine Compounds, Inorganic", Ullmann's Encyclopedia of Industrial Chemistry, Weinheim: Wiley-VCH, pp. ۳۹۷–۴۴۱, doi:10.1002/14356007
- Air Products and Chemicals (2004). "Safetygram #39 Chlorine Trifluoride" (PDF). Air Products and Chemicals. Archived from the original (PDF) on 18 March 2006. Retrieved 16 February 2014.
- Alavi, Abbas; Huang, Steve S. (2007). "Positron Emission Tomography in Medicine: An Overview".  In Hayat, M. A. (ed.). Cancer Imaging, Volume 1: Lung and Breast Carcinomas. Burlington: Academic Press. pp. 39–44. ISBN 978-0-12-370468-9.
- Ampère, André-Marie (1816). "Suite d'une classification naturelle pour les corps simples". Annales de chimie et de physique (به فرانسوی). 2: 1–5.
- Arana, L. R.; Mas, N.; Schmidt, R.; Franz, A. J.; Schmidt, M. A.; Jensen, K. F. (2007). "Isotropic Etching of Silicon in Fluorine Gas for MEMS Micromachining". Journal of Micromechanics and Microengineering. 17 (2): 384–392. Bibcode:2007JMiMi..17..384A. doi:10.1088/0960-1317/17/2/026. S2CID 135708022.
- Armfield, J. M. (2007). "When Public Action Undermines Public Health: A Critical Examination of Antifluoridationist Literature". Australia and New Zealand Health Policy. 4: 25. doi:10.1186/1743-8462-4-25. PMC 2222595. PMID 18067684.
- Asimov, Isaac (1966). The Noble Gases. New York: Basic Books. ISBN 978-0-465-05129-8.
- Atkins, Peter; Jones, Loretta (2007). Chemical Principles: The Quest for Insight (4th ed.). New York: W. H. Freeman. ISBN 978-1-4292-0965-6.
- Aucamp, Pieter J.; Björn, Lars Olof (2010). "Questions and Answers about the Environmental Effects of the Ozone Layer Depletion and Climate Change: 2010 Update" (PDF). United Nations Environmental Programme. Archived from the original (PDF) on 3 September 2013. Retrieved 14 October 2013.
- Audi, G.; Kondev, F. G.; Wang, M.; Huang, W. J.; Naimi, S. (2017). "The NUBASE2016 evaluation of nuclear properties" (PDF). Chinese Physics C. 41 (3): 030001. Bibcode:2017ChPhC..41c0001A. doi:10.1088/1674-1137/41/3/030001..
- Augenstein, W. L.;  et al. (1991). "Fluoride Ingestion in Children: A Review of 87 cases". Pediatrics. 88 (5): 907–912. doi:10.1542/peds.88.5.907. PMID 1945630. S2CID 22106466.
- Babel, Dietrich; Tressaud, Alain (1985). "Crystal Chemistry of Fluorides".  In Hagenmuller, Paul (ed.). Inorganic Solid Fluorides: Chemistry And Physics. Orlando: Academic Press. pp. 78–203. ISBN 978-0-12-412490-5.
- Baelum, Vibeke; Sheiham, Aubrey; Burt, Brian (2008). "Caries Control for Populations".  In Fejerskov, Ole; Kidd, Edwina (eds.). Dental Caries: The Disease and Its Clinical Management (2nd ed.). Oxford: Blackwell Munksgaard. pp. 505–526. ISBN 978-1-4051-3889-5.
- Baez, Ramon J.; Baez, Martha X.; Marthaler, Thomas M. (2000). "Urinary Fluoride Excretion by Children 4–6 Years Old in a South Texas Community". Revista Panamericana de Salud Pública. 7 (4): 242–248. doi:10.1590/S1020-49892000000400005. PMID 10846927.
- Banks, R. E. (1986). "Isolation of fluorine by Moissan: Setting the scene". Journal of Fluorine Chemistry. 33 (1–4): 3–26. Bibcode:1986JFluC..33....3B. doi:10.1016/S0022-1139(00)85269-0.
- Barbee, K.; McCormack, K.; Vartanian, V. (2000). "EHS Concerns with Ozonated Water Spray Processing".  In Mendicino, L. (ed.). Environmental Issues in the Electronics and Semiconductor Industries. Pennington, NJ: The Electrochemical Society. pp. 108–121. ISBN 978-1-56677-230-3.
- Barrett, C. S.; Meyer, L.; Wasserman, J. (1967). "Argon—Fluorine Phase Diagram". The Journal of Chemical Physics. 47 (2): 740–743. Bibcode:1967JChPh..47..740B. doi:10.1063/1.1711946.
- Barry, Patrick L.; Phillips, Tony (26 May 2006). "Good News and a Puzzle". National Aeronautics and Space Administration. Archived from the original on 27 May 2010. Retrieved 6 January 2012.
- Bartlett, N. (1962). "Xenon Hexafluoroplatinate (V) Xe+[PtF6]−". Proceedings of the Chemical Society (6): 218. doi:10.1039/PS9620000197.
- Beasley, Michael (August 2002). Guidelines for the safe use of sodium fluoroacetate (1080) (PDF). Wellington: Occupational Safety & Health Service, Department of Labour (New Zealand). ISBN 0-477-03664-3. Archived from the original (PDF) on 11 November 2013. Retrieved 11 November 2013.
- Beck, Jefferson; Newman, Paul; Schindler, Trent L.; Perkins, Lori (2011). "What Would have Happened to the Ozone Layer if Chlorofluorocarbons (CFCs) had not been Regulated?". National Aeronautics and Space Administration. Archived from the original on 4 August 2020. Retrieved 15 October 2013.
- Becker, S.; Müller, B. G. (1990). "Vanadium Tetrafluoride". Angewandte Chemie International Edition in English. 29 (4): 406–407. doi:10.1002/anie.199004061.
- Bégué, Jean-Pierre; Bonnet-Delpon, Danièle (2008). Bioorganic and Medicinal Chemistry of Fluorine. Hoboken: John Wiley & Sons. ISBN 978-0-470-27830-7.
- Betts, K. S. (2007). "Perfluoroalkyl Acids: What is the Evidence Telling Us?". Environmental Health Perspectives. 115 (5): A250–A256. doi:10.1289/ehp.115-a250. PMC 1867999. PMID 17520044.
- Bihary, Z.; Chaban, G. M.; Gerber, R. B. (2002). "Stability of a Chemically Bound Helium Compound in High-pressure Solid Helium". The Journal of Chemical Physics. 117 (11): 5105–5108. Bibcode:2002JChPh.117.5105B. doi:10.1063/1.1506150.
- Biller, José (2007). Interface of Neurology and Internal Medicine (illustrated ed.). Philadelphia: Lippincott Williams & Wilkins. ISBN 978-0-7817-7906-7.
- Blodgett, D. W.; Suruda, A. J.; Crouch, B. I. (2001). "Fatal Unintentional Occupational Poisonings by Hydrofluoric Acid in the U.S" (PDF). American Journal of Industrial Medicine. 40 (2): 215–220. doi:10.1002/ajim.1090. PMID 11494350. Archived from the original (PDF) on 17 July 2012.
- Bombourg, Nicolas (4 July 2012). "World Fluorochemicals Market, Freedonia". Reporterlinker. Retrieved 20 October 2013.
- Brantley, L. R. (1949).  Squires, Roy; Clarke, Arthur C. (eds.). "Fluorine". Pacific Rockets: Journal of the Pacific Rocket Society. South Pasadena: Sawyer Publishing/Pacific Rocket Society Historical Library. 3 (1): 11–18. ISBN 978-0-9794418-5-1.
- Brody, Jane E. (10 September 2012). "Popular Antibiotics May Carry Serious Side Effects". The New York Times Well Blog. Retrieved 18 October 2013.
- Brown, Paul L.; Mompean, Federico J.; Perrone, Jane; Illemassène, Myriam (2005). Chemical Thermodynamics of Zirconium. Amsterdam: Elsevier B. V. ISBN 978-0-444-51803-3.
- Burdon, J.; Emson, B.; Edwards, A. J. (1987). "Is Fluorine Gas Really Yellow?". Journal of Fluorine Chemistry. 34 (3–4): 471–474. Bibcode:1987JFluC..34..471B. doi:10.1016/S0022-1139(00)85188-X.
- Burney, H. (1999). "Past, Present and Future of the Chlor-Alkali Industry".  In Burney, H. S.; Furuya, N.; Hine, F.; Ota, K. -I. (eds.). Chlor-Alkali and Chlorate Technology: R. B. MacMullin Memorial Symposium. Pennington: The Electrochemical Society. pp. 105–126. ISBN 1-56677-244-3.
- Bustamante, E.; Pedersen, P. L. (1977). "High Aerobic Glycolysis of Rat Hepatoma Cells in Culture: Role of Mitochondrial Hexokinase". Proceedings of the National Academy of Sciences. 74 (9): 3735–3739. Bibcode:1977PNAS...74.3735B. doi:10.1073/pnas.74.9.3735. PMC 431708. PMID 198801.
- Buznik, V. M. (2009). "Fluoropolymer Chemistry in Russia: Current Situation and Prospects". Russian Journal of General Chemistry. 79 (3): 520–526. doi:10.1134/S1070363209030335. S2CID 97518401.
- Cameron, A. G. W. (1973). "Abundance of the Elements in the Solar System" (PDF). Space Science Reviews. 15 (1): 121–146. Bibcode:1973SSRv...15..121C. doi:10.1007/BF00172440. S2CID 120201972. Archived from the original (PDF) on 2011-10-21.
- Carey, Charles W. (2008). African Americans in Science. Santa Barbara: ABC-CLIO. ISBN 978-1-85109-998-6.
- Carlson, D. P.; Schmiegel, W. (2005), "Fluoropolymers, Organic", Ullmann's Encyclopedia of Industrial Chemistry, Weinheim: Wiley-VCH, pp. ۴۹۵–۵۳۳, doi:10.1002/14356007.a11_393
- Centers for Disease Control and Prevention (2001). "Recommendations for Using Fluoride to Prevent and Control Dental Caries in the United States". MMWR Recommendations and Reports. 50 (RR–14): 1–42. PMID 11521913. Retrieved 14 October 2013.
- Centers for Disease for Control and Prevention (10 July 2013). "Community Water Fluoridation". Retrieved 25 October 2013.
- Chambers, C.; Holliday, A. K. (1975). Modern Inorganic Chemistry: An Intermediate Text (PDF). London: Butterworth & Co. ISBN 978-0-408-70663-6. Archived from the original (PDF) on 23 March 2013.
- Chang, Raymond; Goldsby, Kenneth A. (2013). Chemistry (11th ed.). New York: McGraw-Hill. ISBN 978-0-07-131787-0.
- Cheng, H.; Fowler, D. E.; Henderson, P. B.; Hobbs, J. P.; Pascolini, M. R. (1999). "On the Magnetic Susceptibility of Fluorine". The Journal of Physical Chemistry A. 103 (15): 2861–2866. Bibcode:1999JPCA..103.2861C. doi:10.1021/jp9844720.
- Cheng, K. K.; Chalmers, I.; Sheldon, T. A. (2007). "Adding Fluoride to Water Supplies" (PDF). BMJ. 335 (7622): 699–702. doi:10.1136/bmj.39318.562951.BE. PMC 2001050. PMID 17916854. Archived from the original (PDF) on 3 March 2016. Retrieved 26 March 2012.
- Chisté, V.; Bé, M. M. (2011). "F-18" (PDF).  In Bé, M. M.; Coursol, N.; Duchemin, B.; Lagoutine, F.;  et al. (eds.). Table de radionucléides (Report). CEA (Commissariat à l'énergie atomique et aux énergies alternatives), LIST, LNE-LNHB (Laboratoire National Henri Becquerel/Commissariat à l'Energie Atomique). Archived from the original (PDF) on 11 August 2020. Retrieved 15 June 2011.
- Christe, Karl O. (1986). "Chemical Synthesis of Elemental Fluorine". Inorganic Chemistry. 25 (21): 3721–3722. doi:10.1021/ic00241a001.
- Christe Research Group (n.d.). "Chemical Synthesis of Elemental Fluorine". Archived from the original on 4 March 2016. Retrieved 12 January 2013.
- Clark, Jim (2002). "The Acidity of the Hydrogen Halides". chemguide.co.uk. Retrieved 15 October 2013.
- Clayton, Donald (2003). Handbook of Isotopes in the Cosmos: Hydrogen to Gallium. New York: Cambridge University Press. ISBN 978-0-521-82381-4.
- Compressed Gas Association (1999). Handbook of Compressed Gases (4th ed.). Boston: Kluwer Academic Publishers. ISBN 978-0-412-78230-5.
- Cordero, B.; Gómez, V.; Platero-Prats, A. E.; Revés, M.; Echeverría, J.; Cremades, E.; Barragán, F.; Alvarez, S. (2008). "Covalent Radii Revisited". Dalton Transactions (21): 2832–2838. doi:10.1039/b801115j. PMID 18478144.
- Cracher, Connie M. (2012). "Current Concepts in Preventive Dentistry" (PDF). dentalcare.com. Archived from the original (PDF) on 14 October 2013. Retrieved 14 October 2013.
- Croswell, Ken (September 2003). "Fluorine: An element–ary Mystery". Sky and Telescope. Retrieved 17 October 2013.
- Mitchell Crow, James (2011). "First signs of ozone-hole recovery spotted". Nature. doi:10.1038/news.2011.293.
- Davis, Nicole (November 2006). "Better than blood". Popular Science. Archived from the original on 4 June 2011. Retrieved 20 October 2013.
- Davy, Humphry (1813). "Some experiments and observations on the substances produced in different chemical processes on fluor spar". تبادلات فلسفی در جامعه سلطنتی. 103: 263–279. doi:10.1098/rstl.1813.0034. S2CID 186214745.
- Dean, John A. (1999). Lange's Handbook of Chemistry (15th ed.). New York: McGraw-Hill. ISBN 0-07-016190-9.
- DeBergalis, Michael (2004). "Fluoropolymer films in the photovoltaic industry". Journal of Fluorine Chemistry. 125 (8): 1255–1257. Bibcode:2004JFluC.125.1255D. doi:10.1016/j.jfluchem.2004.05.013.
- Directorate-General for the Environment (European Commission) (2007). Trifluralin (PDF) (Report). European Commission. Retrieved 14 October 2013.
- Drews, T.; Supeł, J.; Hagenbach, A.; Seppelt, K. (2006). "Solid State Molecular Structures of Transition Metal Hexafluorides". Inorganic Chemistry. 45 (9): 3782–3788. doi:10.1021/ic052029f. PMID 16634614.
- DuPont (2013a). "Freon". Archived from the original on 21 February 2015. Retrieved 17 October 2013.
- DuPont (2013b). "Understanding the Refrigerant 'R' Nomenclature". Archived from the original on 10 June 2015. Retrieved 17 October 2013.
- Eaton, Charles (1997). "Figure hfl". E-Hand.com: The Electronic Textbook of Hand Surgery. The Hand Center (former practice of Dr. Eaton). Retrieved 28 September 2013.
- Edwards, Philip Neil (1994). "Use of Fluorine in Chemotherapy".  In Banks, R. E.; Smart, B. E.; Tatlow, J. C. (eds.). Organofluorine Chemistry: Principles and Commercial Applications. New York: Plenum Press. pp. 501–542. ISBN 978-0-306-44610-8.
- Einstein, F. W. B.; Rao, P. R.; Trotter, J.; Bartlett, N. (1967). "The Crystal Structure of Gold Trifluoride". Journal of the Chemical Society A: Inorganic, Physical, Theoretical. 4: 478–482. doi:10.1039/J19670000478.
- Eisler, Ronald (1995). Sodium Monofluoroacetate (1080) Hazards to Fish, Wildlife and Invertebrates: A Synoptic Review (PDF) (Report). Patuxent Environmental Science Center (U.S. National Biological Service). Retrieved 5 June 2011.
- Ellis, Brian (2001). Scientific Essentialism. Cambridge: Cambridge University Press. ISBN 978-0-521-80094-5.
- El-Kareh, Badih (1994). Fundamentals of Semiconductor Processing Technology. Norwell and Dordrecht: Kluwer Academic Publishers. ISBN 978-0-7923-9534-8.
- El Saadi, M. S.; Hall, A. H.; Hall, P. K.; Riggs, B. S.; Augenstein, W. L.; Rumack, B. H. (1989). "Hydrofluoric Acid Dermal Exposure". Veterinary and Human Toxicology. 31 (3): 243–247. PMID 2741315.
- Emeléus, H. J.; Sharpe, A. G. (1974). Advances in Inorganic Chemistry and Radiochemistry. Vol. 16. New York: Academic Press. ISBN 978-0-08-057865-1.
- Emeléus, H. J.; Sharpe, A. G. (1983). Advances in Inorganic Chemistry and Radiochemistry. Vol. 27. Academic Press. ISBN 0-12-023627-3.
- Emsley, John (1981). "The Hidden Strength of Hydrogen". New Scientist. 91 (1264): 291–292. Archived from the original on 22 July 2023. Retrieved 7 July 2014.
- Emsley, John (2011). Nature's Building Blocks: An A–Z Guide to the Elements (2nd ed.). Oxford: Oxford University Press. ISBN 978-0-19-960563-7.
- Energetics, Inc. (1997). Energy and Environmental Profile of the U.S. Aluminum Industry (PDF) (Report). Retrieved 15 October 2013.
- Filler, R.; Saha, R. (2009). "Fluorine in Medicinal Chemistry: A Century of Progress and a 60-year Retrospective of Selected Highlights" (PDF). Future Medicinal Chemistry. 1 (5): 777–791. doi:10.4155/fmc.09.65. PMID 21426080. Archived from the original (PDF) on 22 October 2013.
- Fischman, Michael L. (2001). "Semiconductor Manufacturing Hazards".  In Sullivan, John B.; Krieger, Gary R. (eds.). Clinical Environmental Health and Toxic Exposures (2nd ed.). Philadelphia: Lippincott Williams & Wilkins. pp. 431–465. ISBN 978-0-683-08027-8.
- Food and Nutrition Board. "Dietary Reference Intakes (DRIs): Recommended Dietary Allowances and Adequate Intakes, Elements" (PDF). Institute of Medicine, National Academies. Archived from the original (PDF) on 13 November 2018. Retrieved 2 January 2019.
- Forster, P.; Ramaswamy, V.; Artaxo, P.; Berntsen, T.; Betts, R.; Fahey, D. W.; Haywood, J.; Lean, J.; Lowe, D. C.; Myhr e, G.; Nganga, J.; Prinn, R.; Raga, G.; Schulz, M.; Van Dorland, R. (2007). "Changes in Atmospheric Constituents and in Radiative Forcing".  In Solomon, S.; Manning, M.; Chen, Z.; Marquis, M.; Averyt, K. B.; Tignor, M.; Miller, H. L. (eds.). Climate Change 2007: The Physical Science Basis. Contribution of Working Group I to the Fourth Assessment Report of the Intergovernmental Panel on Climate Change. Cambridge: Cambridge University. pp. 129–234. ISBN 978-0-521-70596-7.
- Fulton, Robert B.; Miller, M. Michael (2006). "Fluorspar".  In Kogel, Jessica Elzea; Trivedi, Nikhil C.; Barker, James M.; Krukowski, Stanley T. (eds.). Industrial Minerals & Rocks: Commodities, Markets, and Uses. Littleton: Society for Mining, Metallurgy, and Exploration (U.S.). pp. 461–473. ISBN 978-0-87335-233-8.
- Gabriel, J. L.; Miller, T. F. Jr.; Wolfson, M. R.; Shaffer, T. H. (1996). "Quantitative Structure-Activity Relationships of Perfluorinated Hetero-Hydrocarbons as Potential Respiratory Media". ASAIO Journal. 42 (6): 968–973. doi:10.1097/00002480-199642060-00009. PMID 8959271. S2CID 31161098.
- Gains, Paul (18 October 1998). "A New Threat in Blood Doping". The New York Times. Retrieved 18 October 2013.
- Gessner, B. D.; Beller, M.; Middaugh, J. P.; Whitford, G. M. (1994). "Acute Fluoride Poisoning from a Public Water System". New England Journal of Medicine. 330 (2): 95–99. doi:10.1056/NEJM199401133300203. PMID 8259189.
- Giesy, J. P.; Kannan, K. (2002). "Perfluorochemical Surfactants in the Environment". Environmental Science & Technology. 36 (7): 146A–152A. Bibcode:2002EnST...36..146G. doi:10.1021/es022253t. PMID 11999053.
- Godfrey, S. M.; McAuliffe, C. A.; Mackie, A. G.; Pritchard, R. G. (1998). "Inorganic Derivatives of the Elements".  In Norman, Nicholas C. (ed.). Chemistry of Arsenic, Antimony and Bismuth. London: Blackie Academic & Professional. pp. 67–158. ISBN 978-0-7514-0389-3.
- Green, S. W.; Slinn, D. S. L.; Simpson, R. N. F.; Woytek, A. J. (1994). "Perfluorocarbon Fluids".  In Banks, R. E.; Smart, B. E.; Tatlow, J. C. (eds.). Organofluorine Chemistry: Principles and Applications. New York: Plenum Press. pp. 89–119. ISBN 978-0-306-44610-8.
- Greenwood, N. N.; Earnshaw, A. (1998). Chemistry of the Elements (2nd ed.). Oxford: Butterworth Heinemann. ISBN 0-7506-3365-4.
- Gribble, G. W. (2002). "Naturally Occurring Organofluorines".  In Neison, A. H. (ed.). Organofluorines. The Handbook of Environmental Chemistry. Vol. 3N. Berlin: Springer. pp. 121–136. doi:10.1007/10721878_5. ISBN 3-540-42064-9.
- Grot, Walter (2011). Fluorinated Ionomers (2nd ed.). Oxford and Waltham: Elsevier. ISBN 978-1-4377-4457-6.
- Hagmann, W. K. (2008). "The Many Roles for Fluorine in Medicinal Chemistry". Journal of Medicinal Chemistry. 51 (15): 4359–4369. doi:10.1021/jm800219f. PMID 18570365.
- Harbison, G. S. (2002). "The Electric Dipole Polarity of the Ground and Low-lying Metastable Excited States of NF". Journal of the American Chemical Society. 124 (3): 366–367. doi:10.1021/ja0159261. PMID 11792193.
- Hasegawa, Y.; Otani, R.; Yonezawa, S.; Takashima, M. (2007). "Reaction Between Carbon Dioxide and Elementary Fluorine". Journal of Fluorine Chemistry. 128 (1): 17–28. Bibcode:2007JFluC.128...17H. doi:10.1016/j.jfluchem.2006.09.002. hdl:10098/1665. S2CID 95754841.
- Haxel, G. B.; Hedrick, J. B.; Orris, G. J. (2005).  Stauffer, P. H.; Hendley II, J. W. (eds.). Rare Earth Elements—Critical Resources for High Technology, Fact Sheet 087-02 (Report). U.S. Geological Survey. Retrieved 31 January 2014.
- Haynes, William M., ed. (2011). Handbook of Chemistry and Physics (92nd ed.). Boca Raton: CRC Press. ISBN 978-1-4398-5511-9.
- Hoffman, Robert; Nelson, Lewis; Howland, Mary; Lewin, Neal; Flomenbaum, Neal; Goldfrank, Lewis (2007). Goldfrank's Manual of Toxicologic Emergencies. New York: McGraw-Hill Professional. ISBN 978-0-07-144310-4.
- Honeywell (2006). Recommended medical treatment for hydrofluoric acid exposure (PDF). Morristown: Honeywell International. Archived from the original (PDF) on 8 October 2013. Retrieved 9 January 2014.
- Hoogers, G. (2002). "Fuel Cell Components and Their Impact on Performance".  In Hoogers, G. (ed.). Fuel Cell Technology Handbook. Boca Raton: CRC Press. pp. 4-1–4-27. ISBN 0-8493-0877-1.
- Hounshell, David A.; Smith, John Kelly (1988). Science and Corporate Strategy: DuPont R & D, 1902–1980. Cambridge: Cambridge University Press. ISBN 0-521-32767-9.
- Hultén, P.; Höjer, J.; Ludwigs, U.; Janson, A. (2004). "Hexafluorine vs. Standard Decontamination to Reduce Systemic Toxicity After Dermal Exposure to Hydrofluoric Acid". Clinical Toxicology. 42 (4): 355–361. doi:10.1081/CLT-120039541. PMID 15461243. S2CID 27090208.
- ICIS (2 October 2006). "Fluorine's Treasure Trove". Reed Business Information. Retrieved 24 October 2013.
- Jaccaud, M.; Faron, R.; Devilliers, D.; Romano, R. (2005), "Fluorine", Ullmann's Encyclopedia of Industrial Chemistry, Weinheim: Wiley-VCH, pp. ۳۸۱–۳۹۵, doi:10.1002/14356007.a11_293
- Johnson, Linda A. (28 December 2011). "Against Odds, Lipitor Became World's Top Seller". The Boston Globe. Retrieved 24 October 2013.
- Kacmarek, Robert M.; Wiedemann, Herbert P.; Lavin, Philip T.; Wedel, Mark K.; Tütüncü, Ahmet S.; Slutsky, Arthur S. (2006). "Partial Liquid Ventilation in Adult Patients with Acute Respiratory Distress Syndrome". American Journal of Respiratory and Critical Care Medicine. 173 (8): 882–9. doi:10.1164/rccm.200508-1196OC. PMID 16254269.
- Katakuse, Itsuo; Ichihara, Toshio; Ito, Hiroyuki; Sakurai, Tohru; Matsuo, Takekiyo (1999). "SIMS Experiment".  In Arai, T.; Mihama, K.; Yamamoto, K.; Sugano, S. (eds.). Mesoscopic Materials and Clusters: Their Physical and Chemical Properties. Tokyo: Kodansha. pp. 259–273. ISBN 4-06-208635-2.
- Kelly, T. D.; Miller, M. M. (2005). "Historical Fluorspar Statistics". U.S. Geological Service. Retrieved 10 February 2014.
- Keplinger, M. L.; Suissa, L. W. (1968). "Toxicity of Fluorine Short-Term Inhalation". American Industrial Hygiene Association Journal. 29 (1): 10–18. doi:10.1080/00028896809342975. PMID 5667185.
- Kern, S.; Hayward, J.; Roberts, S.; Richardson, J. W.; Rotella, F. J.; Soderholm, L.; Cort, B.; Tinkle, M.; West, M.; Hoisington, D.; Lander, G. A. (1994). "Temperature Variation of the Structural Parameters in Actinide Tetrafluorides". The Journal of Chemical Physics. 101 (11): 9333–9337. Bibcode:1994JChPh.101.9333K. doi:10.1063/1.467963.<
- Khriachtchev, L.; Pettersson, M.; Runeberg, N.; Lundell, J.; Räsänen, M. (2000). "A Stable Argon Compound". Nature. 406 (6798): 874–876. Bibcode:2000Natur.406..874K. doi:10.1038/35022551. PMID 10972285. S2CID 4382128.
- King, D. E.; Malone, R.; Lilley, S. H. (2000). "New Classification and Update on the Quinolone Antibiotics". American Family Physician. 61 (9): 2741–2748. PMID 10821154. Retrieved 8 October 2013.
- Kirsch, Peer (2004). Modern Fluoroorganic Chemistry: Synthesis, Reactivity, Applications. Weinheim: Wiley-VCH. ISBN 978-3-527-30691-6.
- Kissa, Erik (2001). Fluorinated Surfactants and Repellents (2nd ed.). New York: Marcel Dekker. ISBN 978-0-8247-0472-8.
- Kuriakose, A. K.; Margrave, J. L. (1965). "Kinetics of the Reactions of Elemental Fluorine. IV. Fluorination of Graphite". Journal of Physical Chemistry. 69 (8): 2772–2775. doi:10.1021/j100892a049.
- Lagow, R. J. (1970). The Reactions of Elemental Fluorine; A New Approach to Fluorine Chemistry (PDF) (PhD, Rice University, TX). Ann Arbor: UMI.
- Lau, C.; Anitole, K.; Hodes, C.; Lai, D.; Pfahles-Hutchens, A.; Seed, J. (2007). "Perfluoroalkyl Acids: A Review of Monitoring and Toxicological Findings". Toxicological Sciences. 99 (2): 366–394. doi:10.1093/toxsci/kfm128. PMID 17519394.
- Lee, Stephen;  et al. (2014). "Monofluoroacetate-Containing Plants That Are Potentially Toxic to Livestock". Journal of Agricultural and Food Chemistry. ACS Publications. 62 (30): 7345–7354. Bibcode:2014JAFC...62.7345L. doi:10.1021/jf500563h. PMID 24724702.
- Lewars, Errol G. (2008). Modeling Marvels: Computational Anticipation of Novel Molecules. Dordrecht: Springer. ISBN 978-1-4020-6972-7.
- Lide, David R. (2004). Handbook of Chemistry and Physics (84th ed.). Boca Raton: CRC Press. ISBN 0-8493-0566-7.
- Lidin, R.; Molochko, V. A.; Andreeva, L. L. (2000). Химические свойства неорганических веществ [Chemical Properties of Inorganic Substances] (به روسی). Moscow: Khimiya. ISBN 5-7245-1163-0.
- Liteplo, R.; Gomes, R.; Howe, P.; Malcolm, H. (2002). Environmental Health Criteria 227 (Fluoride). Geneva: United Nations Environment Programme; International Labour Organization; World Health Organization. ISBN 92-4-157227-2. Retrieved 14 October 2013.
- Lusty, P. A. J.; Brown, T. J.; Ward, J.; Bloomfield, S. (2008). "The Need for Indigenous Fluorspar Production in England". British Geological Survey. Retrieved 13 October 2013.
- Mackay, Kenneth Malcolm; Mackay, Rosemary Ann; Henderson, W. (2002). Introduction to Modern Inorganic Chemistry (6th ed.). Cheltenham: Nelson Thornes. ISBN 0-7487-6420-8.
- Macomber, Roger (1996). Organic chemistry. Vol. 1. Sausalito: University Science Books. ISBN 978-0-935702-90-3.
- Marggraf, Andreas Sigismun (1770). "Observation concernant une volatilisation remarquable d'une partie de l'espece de pierre, à laquelle on donne les noms de flosse, flüsse, flus-spaht, et aussi celui d'hesperos; laquelle volatilisation a été effectuée au moyen des acides" [Observation of a remarkable volatilization of part of a type of stone to which one gives the name flosse, flüsse, flus-spaht, as well as that of hesperos; which volatilization was effected by means of acids]. Mémoires de l'Académie royale des sciences et belles-lettres (به فرانسوی). XXIV: 3–11.
- Martin, John W., ed. (2007). Concise Encyclopedia of the Structure of Materials. Oxford and Amsterdam: Elsevier. ISBN 978-0-08-045127-5.
- Marya, C. M. (2011). A Textbook of Public Health Dentistry. New Delhi: Jaypee Brothers Medical Publishers. ISBN 978-93-5025-216-1.
- Matsui, M. (2006). "Fluorine-containing Dyes".  In Kim, Sung-Hoon (ed.). Functional dyes. Orlando: Academic Press. pp. 257–266. ISBN 978-0-12-412490-5.
- Meusinger, Reinhard; Chippendale, A. Margaret; Fairhurst, Shirley A. (2005), "Nuclear Magnetic Resonance and Electron Spin Resonance Spectroscopy", Ullmann's Encyclopedia of Industrial Chemistry, Weinheim: Wiley-VCH, pp. ۶۰۹–۶۶۰, doi:10.1002/14356007.b05_471
- Meyer, Eugene (1977). Chemistry of Hazardous Materials. Englewood Cliffs: Prentice Hall. ISBN 978-0-13-129239-0.
- Miller, M. Michael (2003a). "Fluorspar" (PDF). U.S. Geological Survey Minerals Yearbook. U.S. Geological Survey. pp. 27.1–27.12.
- Miller, M. Michael (2003b). "Mineral Resource of the Month, Fluorspar" (PDF). U.S. Geological Survey. Retrieved 24 October 2013.
- Mitchell, E. Siobhan (2004). Antidepressants. New York: Chelsea House Publishers. ISBN 978-1-4381-0192-7.
- Moeller, T.; Bailar, J. C.; Kleinberg (1980). Chemistry, with Inorganic Qualitative Analysis (3rd ed.). New York: Academic Press. ISBN 0-12-503350-8.
- Moissan, Henri (1886). "Action d'un courant électrique sur l'acide fluorhydrique anhydre". Comptes rendus hebdomadaires des séances de l'Académie des sciences (به فرانسوی). 102: 1543–1544. Retrieved 9 October 2013.
- McCoy, M. (2007). "SURVEY Market Challenges Dim the Confidence of the World's Chemical CEOs". Chemical & Engineering News. 85 (23): 11. doi:10.1021/cen-v085n023.p011a.
- Moore, John W.; Stanitski, Conrad L.; Jurs, Peter C. (2010). Principles of Chemistry: The Molecular Science. Belmont: Brooks/Cole. ISBN 978-0-495-39079-4.
- Morrow, S. I.; Perry, D. D.; Cohen, M. S. (1959). "The Formation of Dinitrogen Tetrafluoride in the Reaction of Fluorine and Ammonia". Journal of the American Chemical Society. 81 (23): 6338–6339. doi:10.1021/ja01532a066.
- Murphy, C. D.; Schaffrath, C.; O'Hagan, D. (2003). "Fluorinated Natural Products: The Biosynthesis of Fluoroacetate and 4-Fluorothreonine in Streptomyces cattleya". Chemosphere. 52 (2): 455–461. Bibcode:2003Chmsp..52..455M. doi:10.1016/S0045-6535(03)00191-7. PMID 12738270.
- Murthy, C. Parameshwara; Mehdi Ali, S. F.; Ashok, D. (1995). University Chemistry. Vol. I. New Delhi: New Age International. ISBN 978-81-224-0742-6.
- National Health and Medical Research Council (2007). A Systematic Review of the Efficacy and Safety of Fluoridation, Part A: Review of Methodology and Results (PDF). Canberra: Australian Government. ISBN 978-1-86496-421-9. Archived from the original (PDF) on 13 January 2012. Retrieved 8 October 2013.
- The National Institute for Occupational Safety and Health (1994). "Fluorine". Documentation for Immediately Dangerous To Life or Health Concentrations (IDLHs). Retrieved 15 January 2014.
- The National Institute for Occupational Safety and Health (1994). "Chlorine". Documentation for Immediately Dangerous To Life or Health Concentrations (IDLHs). Retrieved 13 July 2014.
- National Nuclear Data Center. "NuDat 2.1 Database". Brookhaven National Laboratory. Retrieved 25 October 2013.
- National Oceanic and Atmospheric Administration. "UN/NA 1045 (United Nations/North America Fluorine Data Sheet)". Retrieved 15 October 2013.
- Navarrini, Walter; Venturini, Francesco; Tortelli, Vito; Basak, Soubir; Pimparkar, Ketan P.; Adamo, Andrea; Jensen, Klavs F. (2012). "Direct fluorination of carbon monoxide in microreactors". Journal of Fluorine Chemistry. 142: 19–23. Bibcode:2012JFluC.142...19N. doi:10.1016/j.jfluchem.2012.06.006.
- Nelson, Eugene W. (1947). "'Bad Man' of The Elements". Popular Mechanics. 88 (2): 106–108, 260.
- Nelson, J. M.; Chiller, T. M.; Powers, J. H.; Angulo, F. J. (2007). "Food Safety: Fluoroquinolone-ResistantCampylobacterSpecies and the Withdrawal of Fluoroquinolones from Use in Poultry: A Public Health Success Story" (PDF). Clinical Infectious Diseases. 44 (7): 977–980. doi:10.1086/512369. PMID 17342653.
- Nielsen, Forrest H. (2009). "Micronutrients in Parenteral Nutrition: Boron, Silicon, and Fluoride". Gastroenterology. 137 (5): S55–60. doi:10.1053/j.gastro.2009.07.072. PMID 19874950.
- Norwood, Charles J.; Fohs, F. Julius (1907). Kentucky Geological Survey, Bulletin No. 9: Fluorspar Deposits of Kentucky. Kentucky Geological Survey.
- Noury, S.; Silvi, B.; Gillespie, R. J. (2002). "Chemical Bonding in Hypervalent Molecules: Is the Octet Rule Relevant?" (PDF). Inorganic Chemistry. 41 (8): 2164–2172. doi:10.1021/ic011003v. PMID 11952370. Retrieved 23 May 2012.
- O'Hagan, D. (2008). "Understanding Organofluorine Chemistry. An Introduction to the C–F Bond". Chemical Society Reviews. 37 (2): 308–319. doi:10.1039/b711844a. PMID 18197347.
- O'Hagan, D.; Schaffrath, C.; Cobb, S. L.; Hamilton, J. T. G.; Murphy, C. D. (2002). "Biochemistry: Biosynthesis of an Organofluorine Molecule". Nature. 416 (6878): 279. Bibcode:2002Natur.416..279O. doi:10.1038/416279a. PMID 11907567. S2CID 4415511.
- Okada, T.; Xie, G.; Gorseth, O.; Kjelstrup, S.; Nakamura, N.; Arimura, T. (1998). "Ion and Water Transport Characteristics of Nafion Membranes as Electrolytes". Electrochimica Acta. 43 (24): 3741–3747. doi:10.1016/S0013-4686(98)00132-7.
- Okazoe, T. (2009). "Overview on the History of Organofluorine Chemistry from the Viewpoint of Material Industry". Proceedings of the Japan Academy, Series B. 85 (8): 276–289. Bibcode:2009PJAB...85..276O. doi:10.2183/pjab.85.276. PMC 3621566. PMID 19838009.
- Olivares, M.; Uauy, R. (2004). Essential Nutrients in Drinking Water (Draft) (PDF) (Report). World Health Organization (WHO). Archived from the original (PDF) on 19 October 2012. Retrieved 14 October 2013.
- Parente, Luca (2001). "The Development of Synthetic Glucocorticoids".  In Goulding, Nicolas J.; Flower, Rod J. (eds.). Glucocorticoids. Basel: Birkhäuser. pp. 35–53. ISBN 978-3-7643-6059-7.
- Partington, J. R. (1923). "The early history of hydrofluoric acid". Memoirs and Proceedings of the Manchester Literary and Philosophical Society. 67 (6): 73–87.
- Patnaik, Pradyot (2007). A Comprehensive Guide to the Hazardous Properties of Chemical Substances (3rd ed.). Hoboken: John Wiley & Sons. ISBN 978-0-471-71458-3.
- Pauling, Linus (1960). The Nature of the Chemical Bond (3rd ed.). Ithaca: Cornell University Press. ISBN 978-0-8014-0333-0.
- Pauling, L.; Keaveny, I.; Robinson, A. B. (1970). "The Crystal Structure of α-Fluorine". Journal of Solid State Chemistry. 2 (2): 225–227. Bibcode:1970JSSCh...2..225P. doi:10.1016/0022-4596(70)90074-5.
- Perry, Dale L. (2011). Handbook of Inorganic Compounds (2nd ed.). Boca Raton: CRC Press. ISBN 978-1-4398-1461-1.
- Pitzer, K. S. (1975). "Fluorides of Radon and Element 118". Journal of the Chemical Society, Chemical Communications (18): 760b–761. doi:10.1039/C3975000760B.
- Pitzer, Kenneth S., ed. (1993). Molecular Structure and Statistical Thermodynamics: Selected Papers of Kenneth S. Pitzer. Singapore: World Scientific Publishing. ISBN 978-981-02-1439-5.
- Pizzo, G.; Piscopo, M. R.; Pizzo, I.; Giuliana, G. (2007). "Community Water Fluoridation and Caries Prevention: A Critical Review" (PDF). Clinical Oral Investigations. 11 (3): 189–193. doi:10.1007/s00784-007-0111-6. PMID 17333303. S2CID 13189520.
- Posner, Stefan (2011). "Perfluorinated Compounds: Occurrence and Uses in Products".  In Knepper, Thomas P.; Large, Frank T. (eds.). Polyfluorinated Chemicals and Transformation Products. Heidelberg: Springer Science+Business Media. pp. 25–40. ISBN 978-3-642-21871-2.
- Posner, Stefan;  et al. (2013). Per- and Polyfluorinated Substances in the Nordic Countries: Use Occurrence and Toxicology (PDF). Copenhagen: Nordic Council of Ministers. doi:10.6027/TN2013-542. ISBN 978-92-893-2562-2.
- Preskorn, Sheldon H. (1996). Clinical Pharmacology of Selective Serotonin Reuptake Inhibitors. Caddo: Professional Communications. ISBN 978-1-884735-08-0.
- Principe, Lawrence M. (2012). The Secrets of Alchemy. Chicago: University of Chicago Press. ISBN 978-0-226-68295-2.
- Proudfoot, A. T.; Bradberry, S. M.; Vale, J. A. (2006). "Sodium Fluoroacetate Poisoning". Toxicological Reviews. 25 (4): 213–219. doi:10.2165/00139709-200625040-00002. PMID 17288493. S2CID 29189551.
- PRWeb (28 October 2010). "Global Fluorochemicals Market to Exceed 2.6 Million Tons by 2015, According to a New Report by Global Industry Analysts, Inc". سیشن. Archived from the original on 31 July 2020. Retrieved 24 October 2013.
- PRWeb (23 February 2012). "Global Fluorspar Market to Reach 5.94 Million Metric Tons by 2017, According to New Report by Global Industry Analysts, Inc". سیشن. Archived from the original on 31 July 2020. Retrieved 24 October 2013.
- PRWeb (7 April 2013). "Fluoropolymers Market is Poised to Grow at a CAGR of 6.5% & to Reach $9,446.0 Million by 2016 – New report by MarketsandMarkets". سیشن. Archived from the original on 3 April 2023. Retrieved 24 October 2013.
- Pyykkö, Pekka; Atsumi, Michiko (2009). "Molecular Double-Bond Covalent Radii for Elements Li–E112". Chemistry: A European Journal. 15 (46): 12770–9. doi:10.1002/chem.200901472. PMID 19856342.
- Raghavan, P. S. (1998). Concepts and Problems in Inorganic Chemistry. Delhi: Discovery Publishing House. ISBN 978-81-7141-418-5.
- Raj, P. Prithvi; Erdine, Serdar (2012). Pain-Relieving Procedures: The Illustrated Guide. Chichester: John Wiley & Sons. ISBN 978-0-470-67038-5.
- Ramkumar, Jayshree (2012). "Nafion Perfluorosulphonate Membrane: Unique Properties and Various Applications".  In Banerjee, S.; Tyagi, A. K. (eds.). Functional Materials: Preparation, Processing and Applications. London and Waltham: Elsevier. pp. 549–578. ISBN 978-0-12-385142-0.
- Reddy, D. (2009). "Neurology of Endemic Skeletal Fluorosis". Neurology India. 57 (1): 7–12. doi:10.4103/0028-3886.48793. hdl:1807/56250. PMID 19305069.
- Renda, Agostino; Fenner, Yeshe; Gibson, Brad K.; Karakas, Amanda I.; Lattanzio, John C.; Campbell, Simon; Chieffi, Alessandro; Cunha, Katia; Smith, Verne V. (2004). "On the origin of fluorine in the Milky Way". Monthly Notices of the Royal Astronomical Society. 354 (2): 575–580. arXiv:astro-ph/0410580. Bibcode:2004MNRAS.354..575R. doi:10.1111/j.1365-2966.2004.08215.x. S2CID 12330666.
- Renner, R. (2006). "The Long and the Short of Perfluorinated Replacements". Environmental Science & Technology. 40 (1): 12–13. Bibcode:2006EnST...40...12R. doi:10.1021/es062612a. PMID 16433328.
- Rhoades, David Walter (2008). Broadband Dielectric Spectroscopy Studies of Nafion (PhD dissertation). Ann Arbor: University of Southern Mississippi, MS. ISBN 978-0-549-78540-8.
- Richter, M.; Hahn, O.; Fuchs, R. (2001). "Purple Fluorite: A Little Known Artists' Pigment and Its Use in Late Gothic and Early Renaissance Painting in Northern Europe". Studies in Conservation. 46 (1): 1–13. doi:10.1179/sic.2001.46.1.1. JSTOR 1506878. S2CID 191611885.
- Riedel, Sebastian; Kaupp, Martin (2009). "The highest oxidation states of the transition metal elements". Coordination Chemistry Reviews. 253 (5–6): 606–624. doi:10.1016/j.ccr.2008.07.014.
- Ripa, L. W. (1993). "A Half-century of Community Water Fluoridation in the United States: Review and Commentary" (PDF). Journal of Public Health Dentistry. 53 (1): 17–44. doi:10.1111/j.1752-7325.1993.tb02666.x. PMID 8474047. Archived from the original (PDF) on 4 March 2009.
- Roblin, I.; Urban, M.; Flicoteau, D.; Martin, C.; Pradeau, D. (2006). "Topical Treatment of Experimental Hydrofluoric Acid Skin Burns by 2.5% Calcium Gluconate". Journal of Burn Care & Research. 27 (6): 889–894. doi:10.1097/01.BCR.0000245767.54278.09. PMID 17091088. S2CID 3691306.
- Salager, Jean-Louis (2002). Surfactants: Types and Uses (PDF). FIRP Booklet # 300-A. Laboratory of Formulation, Interfaces, Rheology, and Processes, Universidad de los Andes. Retrieved 13 October 2013.
- Sandford, Graham (2000). "Organofluorine Chemistry". Philosophical Transactions. 358 (1766): 455–471. Bibcode:2000RSPTA.358..455S. doi:10.1098/rsta.2000.0541. S2CID 202574641.
- Sarkar, S. (2008). "Artificial Blood". Indian Journal of Critical Care Medicine. 12 (3): 140–144. doi:10.4103/0972-5229.43685. PMC 2738310. PMID 19742251.
- Scheele, Carl Wilhelm (1771). "Undersŏkning om fluss-spat och dess syra" [Investigation of Fluorite and Its Acid]. Kungliga Svenska Vetenskapsademiens Handlingar [Proceedings of the Royal Swedish Academy of Science] (به سوئدی). 32: 129–138.
- Schimmeyer, S. (2002). "The Search for a Blood Substitute". Illumin. Columbia: University of Southern Carolina. 15 (1). Archived from the original on 2 October 2011. Retrieved 15 October 2013.
- Schlöder, T.; Riedel, S. (2012). "Investigation of Heterodimeric and Homodimeric Radical Cations of the Series: [F2O2]+, [F2Cl2]+, [Cl2O2]+, [F4]+, and [Cl4]+". RSC Advances. انجمن سلطنتی شیمی. 2 (3): 876–881. Bibcode:2012RSCAd...2..876S. doi:10.1039/C1RA00804H.
- Schmedt Auf Der Günne, Jörn; Mangstl, Martin; Kraus, Florian (2012). "Occurrence of Difluorine F2 in Nature-In Situ Proof and Quantification by NMR Spectroscopy". Angewandte Chemie International Edition. 51 (31): 7847–7849. doi:10.1002/anie.201203515. ISSN 1521-3773. PMID 22763992.
- Schmitz, A.; Kälicke, T.; Willkomm, P.; Grünwald, F.; Kandyba, J.; Schmitt, O. (2000). "Use of Fluorine-18 Fluoro-2-deoxy-D-glucose Positron Emission Tomography in Assessing the Process of Tuberculous Spondylitis" (PDF). Journal of Spinal Disorders. 13 (6): 541–544. doi:10.1097/00002517-200012000-00016. PMID 11132989. Retrieved 8 October 2013.
- Schulze-Makuch, D.; Irwin, L. N. (2008). Life in the Universe: Expectations and Constraints (2nd ed.). Berlin: Springer-Verlag. ISBN 978-3-540-76816-6.
- Schwarcz, Joseph A. (2004). The Fly in the Ointment: 70 Fascinating Commentaries on the Science of Everyday Life. Toronto: ECW Press. ISBN 1-55022-621-5.
- Senning, A. (2007). Elsevier's Dictionary of Chemoetymology: The Whies and Whences of Chemical Nomenclature and Terminology. Amsterdam and Oxford: Elsevier. ISBN 978-0-444-52239-9.
- Shaffer, T. H.; Wolfson, M. R.; Clark, L. C. Jr. (1992). "Liquid Ventilation". Pediatric Pulmonology. 14 (2): 102–109. doi:10.1002/ppul.1950140208. PMID 1437347. S2CID 222167378.
- Shin, Richard D.; Silverberg, Mark A. (2013). "Fluoride Toxicity". Medscape. Retrieved 15 October 2013.
- Shriver, Duward; Atkins, Peter (2010). Solutions Manual for Inorganic Chemistry. New York: W. H. Freeman. ISBN 978-1-4292-5255-3.
- Shulman, J. D.; Wells, L. M. (1997). "Acute Fluoride Toxicity from Ingesting Home-use Dental Products in Children, Birth to 6 Years of Age". Journal of Public Health Dentistry. 57 (3): 150–158. doi:10.1111/j.1752-7325.1997.tb02966.x. PMID 9383753.
- Siegemund, G. N.; Schwertfeger, W.; Feiring, A.; Smart, B.; Behr, F.; Vogel, H.; McKusick, B. (2005), "Fluorine Compounds, Organic", Ullmann's Encyclopedia of Industrial Chemistry, vol. ۱۵, Weinheim: Wiley-VCH, doi:10.1002/14356007.a11_349
- Slye, Orville M. (2012). "Fire Extinguishing Agents".  In Ullmann, Franz (ed.). Ullmann's Encyclopedia of Industrial Chemistry. Vol. 15. Weinheim: Wiley-VCH. pp. 1–11. doi:10.1002/14356007.a11_113.pub2. ISBN 978-3-527-30673-2.
- Steenland, K.; Fletcher, T.; Savitz, D. A. (2010). "Epidemiologic Evidence on the Health Effects of Perfluorooctanoic Acid (PFOA)". Environmental Health Perspectives. 118 (8): 1100–1108. Bibcode:2010EnvHP.118.1100S. doi:10.1289/ehp.0901827. PMC 2920088. PMID 20423814.
- Stillman, John Maxson (December 1912). "Basil Valentine, A Seventeenth Century Hoax". Popular Science Monthly. 81. Retrieved 14 October 2013.
- Storer, Frank H. (1864). First Outlines of a Dictionary of Solubilities of Chemical Substances. Cambridge: Sever and Francis.
- Swinson, Joel (June 2005). "Fluorine – A Vital Element in the Medicine Chest" (PDF). PharmaChem. Pharmaceutical Chemistry: 26–27. Archived from the original (PDF) on 8 February 2012. Retrieved 9 October 2013.
- Taber, Andrew (22 April 1999). "Dying to ride". Salon. Retrieved 18 October 2013.
- Tanner Industries (January 2011). "Anhydrous Ammonia: (MSDS) Material Safety Data Sheet". tannerind.com. Retrieved 24 October 2013.
- Theodoridis, George (2006). "Fluorine-Containing Agrochemicals: An Overview of Recent Developments".  In Tressaud, Alain (ed.). Fluorine and the Environment: Agrochemicals, Archaeology, Green Chemistry & Water. Amsterdam and Oxford: Elsevier. pp. 121–176. ISBN 978-0-444-52672-4.
- Toon, Richard (1 September 2011). "The discovery of fluorine". Education in Chemistry. Vol. 48, no. 5. انجمن سلطنتی شیمی. pp. 148–151. ISSN 0013-1350.
- Transparency Market Research (17 May 2013). "Fluorochemicals Market is Expected to Reach USD 21.5 Billion Globally by 2018: Transparency Market Research". Transparency Market Research Blog. Archived from the original on 22 February 2014. Retrieved 15 October 2013.
- Ullmann, Fritz (2008). Ullmann's Fibers (2 volumes). Weinheim: Wiley-VCH. ISBN 978-3-527-31772-1.
- United States Environmental Protection Agency (1996). "R.E.D. Facts: Trifluralin" (PDF). Archived from the original (PDF) on 18 October 2013. Retrieved 17 October 2013.
- United States Environmental Protection Agency (2012). "Emerging Contaminants – Perfluorooctane Sulfonate (PFOS) and Perfluorooctanoic Acid (PFOA)" (PDF). Archived from the original (PDF) on 29 October 2013. Retrieved 4 November 2013.
- United States Environmental Protection Agency (2013a). "Class I Ozone-depleting Substances". Archived from the original on 10 December 2010. Retrieved 15 October 2013.
- United States Environmental Protection Agency (2013b). "Phaseout of HCFCs (Class II Ozone-Depleting Substances)". Retrieved 15 October 2013.
- Viel, Claude; Goldwhite, Harold (1993). "1906 Nobel Laureate: Henri Moissan, 1852–1907".  In Laylin, K. James (ed.). -9780841226906/page/35 Nobel Laureates in Chemistry, 1901–1992. Washington: American Chemical Society; Chemical Heritage Foundation. pp. -9780841226906/page/35 35–41. ISBN 978-0-8412-2690-6. {{cite book}}: Check |url= value (help)
- Vigoureux, P. (1961). "The Gyromagnetic Ratio of the Proton". Contemporary Physics. 2 (5): 360–366. Bibcode:1961ConPh...2..360V. doi:10.1080/00107516108205282. S2CID 5092147.
- Villalba, Gara; Ayres, Robert U.; Schroder, Hans (2008). "Accounting for Fluorine: Production, Use, and Loss". Journal of Industrial Ecology. 11: 85–101. doi:10.1162/jiec.2007.1075. S2CID 153740615.
- Walsh, Kenneth A. (2009). Beryllium Chemistry and Processing. Materials Park: ASM International. ISBN 978-0-87170-721-5.
- Walter, P. (2013). "Honeywell Invests $300m in Green Refrigerant". Chemistry World.
- Weeks, M. E. (1932). "The Discovery of the Elements. XVII. The Halogen Family". Journal of Chemical Education. 9 (11): 1915–1939. Bibcode:1932JChEd...9.1915W. doi:10.1021/ed009p1915.
- Werner, N. L.; Hecker, M. T.; Sethi, A. K.; Donskey, C. J. (2011). "Unnecessary use of Fluoroquinolone Antibiotics in Hospitalized Patients". BMC Infectious Diseases. 11: 187–193. doi:10.1186/1471-2334-11-187. PMC 3145580. PMID 21729289.
- Wiberg, Egon; Wiberg, Nils; Holleman, Arnold Frederick (2001). Inorganic Chemistry. San Diego: Academic Press. ISBN 978-0-12-352651-9.
- Willey, Ronald R. (2007). Practical Equipment, Materials, and Processes for Optical Thin Films. Charlevoix: Willey Optical. ISBN 978-0-615-14397-2.
- Yaws, Carl L.; Braker, William (2001). "Fluorine". Matheson Gas Data Book (7th ed.). Parsippany: Matheson Tri-Gas. ISBN 978-0-07-135854-5.
- Yeung, C. A. (2008). "A Systematic Review of the Efficacy and Safety of Fluoridation". Evidence-Based Dentistry. 9 (2): 39–43. doi:10.1038/sj.ebd.6400578. PMID 18584000.
- Young, David A. (1975). Phase Diagrams of the Elements (Report). Lawrence Livermore Laboratory. Retrieved 10 June 2011.
- Zareitalabad, P.; Siemens, J.; Hamer, M.; Amelung, W. (2013). "Perfluorooctanoic acid (PFOA) and perfluorooctanesulfonic acid (PFOS) in surface waters, sediments, soils and wastewater – A review on concentrations and distribution coefficients". Chemosphere. 91 (6): 725–32. Bibcode:2013Chmsp..91..725Z. doi:10.1016/j.chemosphere.2013.02.024. PMID 23498059.
- Zorich, Robert (1991). Handbook of Quality Integrated Circuit Manufacturing. San Diego: Academic Press. ISBN 978-0-323-14055-3.